# Hổ
Hổ hay còn gọi là cọp, hùm (và các tên gọi khác như Ông ba mươi, kễnh, khái, danh pháp khoa học: Panthera tigris) là một loài động vật có vú thuộc họ Mèo được xếp vào một trong năm loài "mèo lớn" thuộc chi Panthera. Hổ là một loài thú ăn thịt, chúng dễ nhận biết nhất bởi các sọc vằn dọc sẫm màu trên bộ lông màu đỏ cam với phần bụng trắng. Hổ là loài thú lớn nhất trong họ nhà Mèo và là động vật lớn thứ ba trong các loài thú ăn thịt (sau gấu Bắc Cực và gấu nâu). Hổ là một trong những loài động vật có biểu tượng lôi cuốn và dễ nhận biết nhất trên thế giới với những sọc vằn vện không lẫn vào đâu được. Chúng nổi bật trong thần thoại và văn hóa dân gian cổ đại, tiếp tục được miêu tả trong các bộ phim và văn học hiện đại, xuất hiện trên nhiều lá cờ, phù hiệu áo giáp và làm linh vật cho các đội tuyển thể thao. Đặc biệt trong văn hóa phương Đông, hổ được mệnh danh là "chúa sơn lâm". Do đó, chúng là biểu tượng quốc gia của nhiều nước như Ấn Độ, Bangladesh, Malaysia và Hàn Quốc.
Phần lớn các loài hổ sống trong rừng và đồng cỏ (những khu vực mà khả năng ngụy trang của chúng phù hợp nhất). Trong số các loài mèo lớn, chỉ có hổ và báo đốm là bơi giỏi, và thông thường người ta hay thấy hổ tắm trong ao, hồ và sông. Hổ kém mèo nhà và báo hoa mai về khả năng leo trèo. Hổ đi săn đơn lẻ, thức ăn của chúng chủ yếu là các động vật ăn cỏ cỡ trung bình như hươu, nai, lợn rừng, trâu, v.v. Tuy nhiên chúng cũng có thể bắt các loại mồi cỡ to hay nhỏ hơn nếu hoàn cảnh cho phép. Hổ có tập tính lãnh thổ cao và nói chung là một loài săn mồi đơn độc nhưng có nhiều đặc điểm xã hội, đòi hỏi các khu vực sinh sống tiếp giáp rộng lớn, hỗ trợ các nhu cầu của nó đối với con mồi và nuôi dưỡng con cái. Những con hổ con ở với mẹ của chúng trong khoảng hai năm, trước khi chúng trở nên tự lập và rời khỏi phạm vi nhà của mẹ chúng để tìm lãnh thổ riêng của mình. Hổ là một trong số nhiều loài động vật ăn thịt nằm ở mắt xích cuối cùng của các chuỗi thức ăn trong hệ sinh thái tự nhiên. Chúng có tuổi thọ trung bình khoảng 20 năm.
Hổ từng có phạm vi phân bố rộng lớn từ vùng Đông Anatolia thuộc Thổ Nhĩ Kỳ ở phía tây đến lưu vực sông Amur và ở phía nam từ chân đồi của dãy Himalaya đến đảo Bali ở quần đảo Sunda. Kể từ đầu thế kỷ 20, quần thể hổ đã mất ít nhất 93% phạm vi lịch sử của chúng và đã bị tuyệt chủng ở Tây và Trung Á, từ các đảo Java, Bali và ở các khu vực rộng lớn ở Đông Nam Á, Nam Á, Trung Quốc. Quần thể hổ ngày nay bị chia cắt, trải dài từ rừng ôn đới Siberia đến rừng nhiệt đới và cận nhiệt đới ở tiểu lục địa Ấn Độ và Sumatra. Hổ được liệt kê là loài có nguy cơ tuyệt chủng trong Sách đỏ IUCN kể từ năm 1986. Tính đến năm 2015, quần thể hổ hoang dã toàn cầu được ước tính có khoảng từ 3.062 đến 3.948 cá thể trưởng thành, giảm khoảng 100.000 (95%) so với đầu thế kỷ 20, với hầu hết các quần thể còn lại xảy ra trong các khu vực nhỏ bị cô lập với nhau. Những lý do chính cho sự suy giảm số lượng hổ bao gồm phá hủy môi trường sống, phân mảnh môi trường sống và nạn săn trộm. Hổ thường bị săn bắt để lấy da, xương, hay các bộ phận khác. Điều này, cùng với việc chúng thường sống ở một số nơi đông dân trên Trái Đất, đã gây ra những xung đột đáng kể với con người.

## Phân loại và di truyền học
Năm 1758, Carl Linnaeus đã mô tả con hổ trong tác phẩm Systema Naturae và đặt cho nó cái tên khoa học Felis tigris. Năm 1929, nhà phân loại học người Anh Reginald Innes Pocock đã đặt tên cho loài này dưới chi Panthera bằng tên khoa học Panthera tigris.

### Tiến hóa

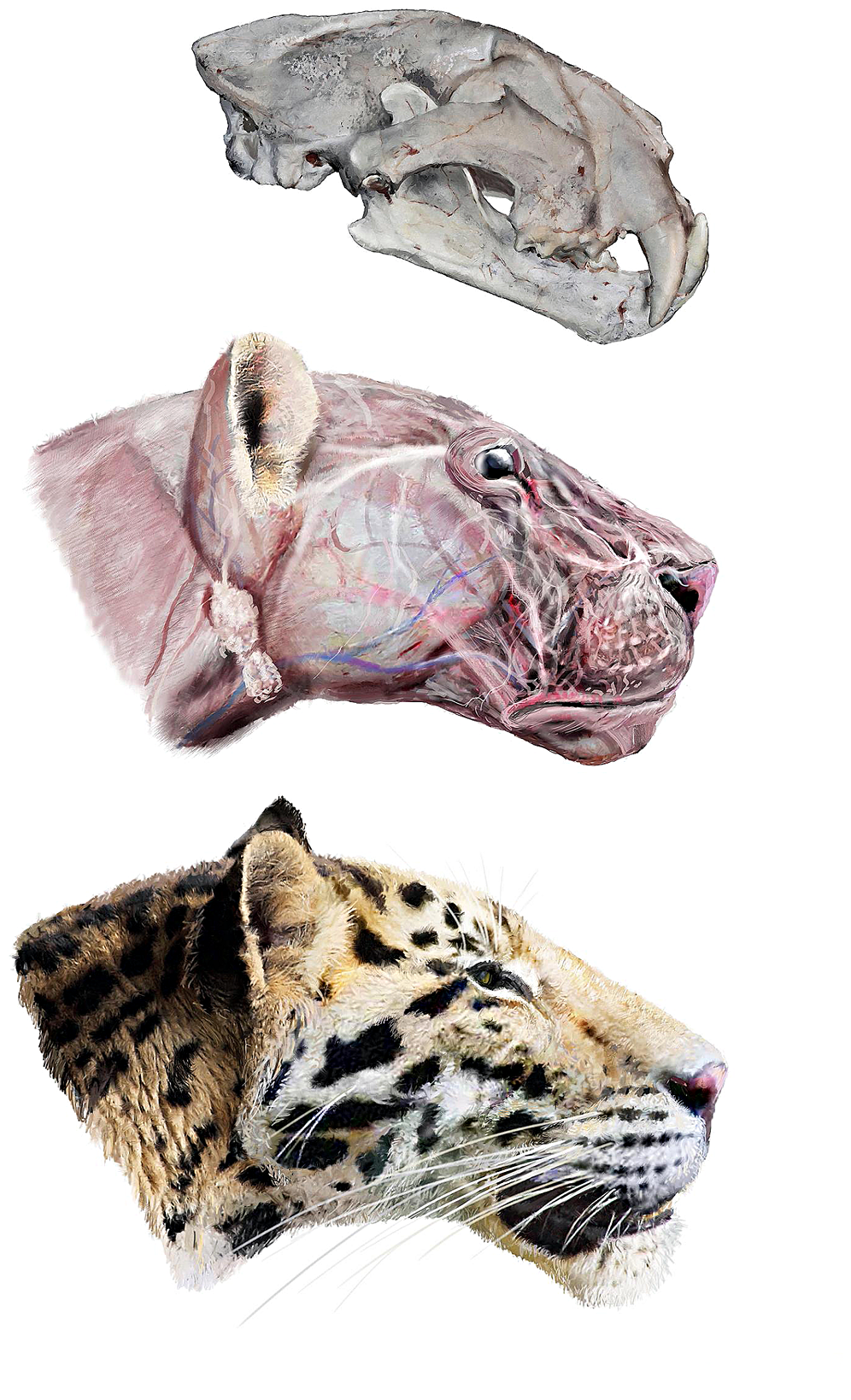
Phục chế hộp sọ Panthera zdanskyi, một loài hổ đã tuyệt chủng có hóa thạch được tìm thấy ở phía tây bắc Trung Quốc

Họ hàng gần nhất của loài hổ trước đây được cho là sư tử, báo hoa mai và báo đốm của chi Panthera. Hổ có lẽ đã từng có chung nguồn gốc từ những tổ tiên châu Phi xa xưa, cách đây 2 triệu năm trước, một nhánh của chúng đã di cư về phía đông (tức châu Á) và phát triển cơ thể với những sọc màu đen, cam, trắng như ngày nay. Thậm chí cho đến 16,000 năm trước, sự di chuyển ngược lại của chúng về hướng tây chỉ mới đến Ấn Độ. Một khi đã định cư tại vùng Đông Bắc Á, chúng không bao giờ trở về quê hương châu Phi. Qua thời gian lịch sử, loài hổ đã chọn châu Á làm nơi định cư lâu dài và tạo nên rất nhiều phân họ. Các giai đoạn băng hà và hàng rào địa lý được cho là những nguyên nhân chính gây khó khăn cho sự hồi hương của loài hổ. Ngoài ra, tập tính của hai loài sư tử và hổ trái ngược nhau cũng được cân nhắc là một nguyên nhân. Trong khi loài sư tử sống và săn mồi theo bầy đàn, rất thích hợp trên môi trường đồng cỏ savan, thì loài hổ sở hữu tính cách đơn độc trong cuộc sống, lại tương thích với không gian rậm rạp của rừng mưa nhiệt đới, cần phải có bình phong để che giấu cho một cuộc phục kích.
Kết quả phân tích di truyền chỉ ra rằng khoảng 2,88 triệu năm trước, hổ và báo tuyết tách khỏi các loài Panthera khác, và cả hai có thể liên quan chặt chẽ với nhau hơn so với sư tử, báo hoa mai và báo đốm. P. t. palaeosinensis từ thời kỳ Pleistocene sớm ở miền bắc Trung Quốc là loài hổ nguyên thủy nhất được biết đến cho đến nay. Hóa thạch của Panthera zdanskyi đã được khai quật tại tỉnh Cam Túc thuộc tây bắc Trung Quốc. Loài này sống vào đầu kỷ Pleistocene khoảng hai triệu năm trước và được coi là một loài anh em của loài hổ hiện đại. Nó có kích thước bằng một con báo đốm và có thể có một mẫu lông khác. Mặc dù được coi là "nguyên thủy" hơn, nhưng nó có chức năng và cũng có thể tương tự về mặt sinh thái với loài hổ hiện đại. Tây Bắc Trung Quốc được cho là nguồn gốc của dòng dõi hổ. Những con hổ đã tăng kích thước, có thể là để đáp ứng với bức xạ thích nghi của các loài con mồi như hươu và bò, có thể đã xảy ra ở Đông Nam Á trong thời kỳ đầu của Pleistocene.
Phân loài Panthera tigris trinilensis sống cách đây khoảng 1,2 triệu năm và được biết đến từ các hóa thạch được khai quật gần di chỉ Trinil ở Java. Loài hổ Wanhsien, Ng Shandong, Trinil và Nhật Bản đã tuyệt chủng trong thời tiền sử. Những con hổ đến Ấn Độ và Bắc Á vào cuối kỷ Pleistocene, đến phía đông Beringia, Nhật Bản và Sakhalin. Một số hộp sọ hóa thạch khác biệt về mặt hình thái so với sọ sư tử, có thể cho thấy sự hiện diện của hổ ở Alaska trong thời kỳ băng hà cuối cùng, khoảng 100.000 năm trước. Hóa thạch hổ được tìm thấy ở quần đảo Palawan nhỏ hơn hóa thạch hổ đại lục, có thể là do bệnh lùn nội tạng. Hóa thạch của hổ cũng được khai quật ở Sri Lanka, Trung Quốc, Nhật Bản, Sarawak có niên đại cuối thế Pliocene, Pleistocene và thế Holocene sớm. Hổ Borneo đã có mặt ở Borneo giữa cuối kỷ Pleistocene và Holocene, nhưng có thể đã tuyệt chủng trong thời tiền sử.
Phạm vi hổ tiềm năng trong giai đoạn cuối Pleistocene và Holocene được dự đoán sẽ áp dụng mô hình thích hợp sinh thái dựa trên hơn 500 hồ sơ địa phương hổ kết hợp với dữ liệu thời tiết sinh học. Mô hình kết quả cho thấy một phạm vi hổ tiếp giáp từ miền nam Ấn Độ đến Siberia ở Cực đại băng hà cuối cùng, cho thấy dòng gen không bị cản trở giữa các quần thể hổ ở lục địa châu Á trong suốt thời kỳ cuối của Pleistocene và Holocene. Các quần thể hổ trên quần đảo Sunda và lục địa châu Á có thể bị tách ra trong các thời kỳ gian băng. Kết quả của một nghiên cứu về thực vật học cho thấy rằng tất cả những con hổ còn sống đều có niên đại chung 72.000-108.000 năm về trước. Trình tự bộ gen đầy đủ của hổ đã được xuất bản vào năm 2013. Nó đã được tìm thấy có thành phần lặp lại tương tự như các bộ gen mèo khác và một cú pháp được bảo tồn đáng kể.

### Phân loài

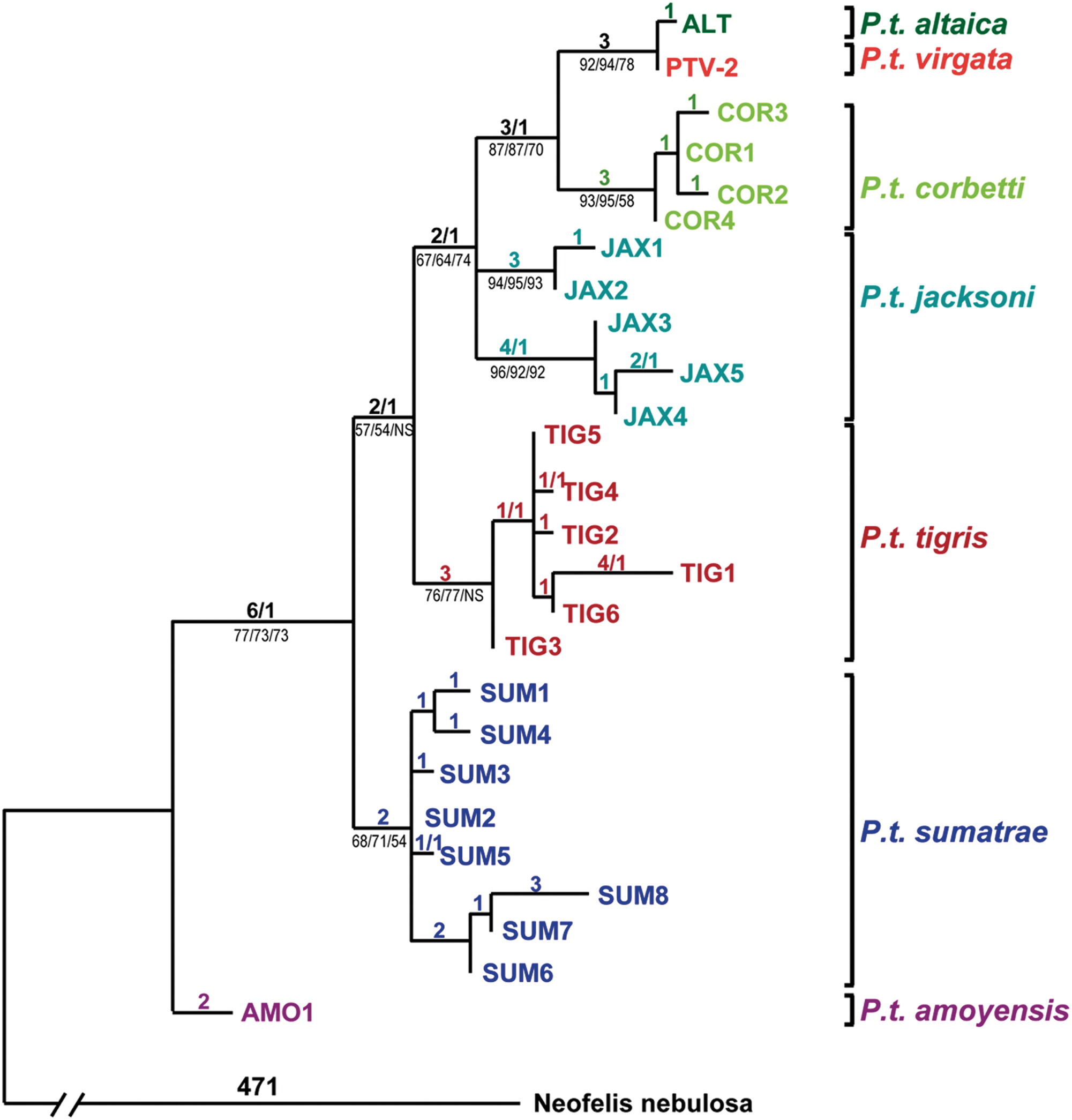
Mối quan hệ phát sinh của quần thể hổ

Theo mô tả đầu tiên của Linnaeus về loài này, một số mẫu hổ đã được mô tả và đề xuất như là phân loài. Tính hợp lệ của một số phân loài hổ đã được đặt câu hỏi vào năm 1999. Hầu hết các phân loài giả định được mô tả trong thế kỷ 19 và 20 được phân biệt dựa trên chiều dài lông và màu sắc, kiểu sọc và kích thước cơ thể, do đó các đặc điểm khác nhau trong quần thể. Về mặt hình thái, hổ từ các khu vực khác nhau rất ít và dòng gen giữa các quần thể trong các khu vực đó được coi là có thể xảy ra trong thời kỳ Pleistocene. Do đó, đề xuất chỉ công nhận hai phân loài hổ là hợp lệ, cụ thể là P. t. tigris ở lục địa châu Á và P. t. sondaica ở quần đảo Sunda.
Kết quả phân tích sọ của 111 hộp sọ hổ từ các quốc gia Đông Nam Á cho thấy sọ hổ Sumatra khác với sọ hổ Đông Dương và hổ Java, trong khi sọ hổ Bali có kích thước tương tự sọ hổ Java. Các tác giả đã đề xuất phân loại hổ Sumatra và hổ Java là các loài khác nhau, P. sumatrae và P. sondaica với hổ Bali là phân loài P. sondaica balica.
Trong năm 2015, các đặc điểm hình thái, sinh thái và phân tử của tất cả các phân loài hổ giả định đã được phân tích theo cách tiếp cận kết hợp. Kết quả hỗ trợ phân biệt hai nhóm tiến hóa lục địa và hổ Sunda. Các tác giả đề xuất công nhận chỉ có hai phân loài là P. t. tigris bao gồm các quần thể hổ Bengal, Mã Lai, Đông Dương, Hoa Nam, Siberia và Caspia, và P. t. sondaica bao gồm các quần thể hổ Sumatra, Java và Bali. Các tác giả cũng lưu ý rằng việc phân loại lại này sẽ ảnh hưởng đến quản lý bảo tồn hổ. Một chuyên gia bảo tồn hoan nghênh đề xuất này vì nó sẽ làm cho các chương trình nhân giống nuôi nhốt và tái tạo trong tương lai của những con hổ sinh ra trong vườn thú dễ dàng hơn. Một nhà di truyền học đã nghi ngờ nghiên cứu này và cho rằng chín phân loài hiện được công nhận có thể được phân biệt về mặt di truyền.
Năm 2017, Lực lượng chuyên trách về phân loại mèo của Nhóm chuyên gia nghiên cứu về các loài mèo của IUCN đã sửa đổi phân loại họ mèo và hiện công nhận quần thể hổ ở lục địa châu Á là P. t. tigris, và những con hổ ở quần đảo Sunda là P. t. sondaica, như vậy theo cách phân loại mới thì loài hổ chỉ có 02 phụ loài.

### Các phân loài

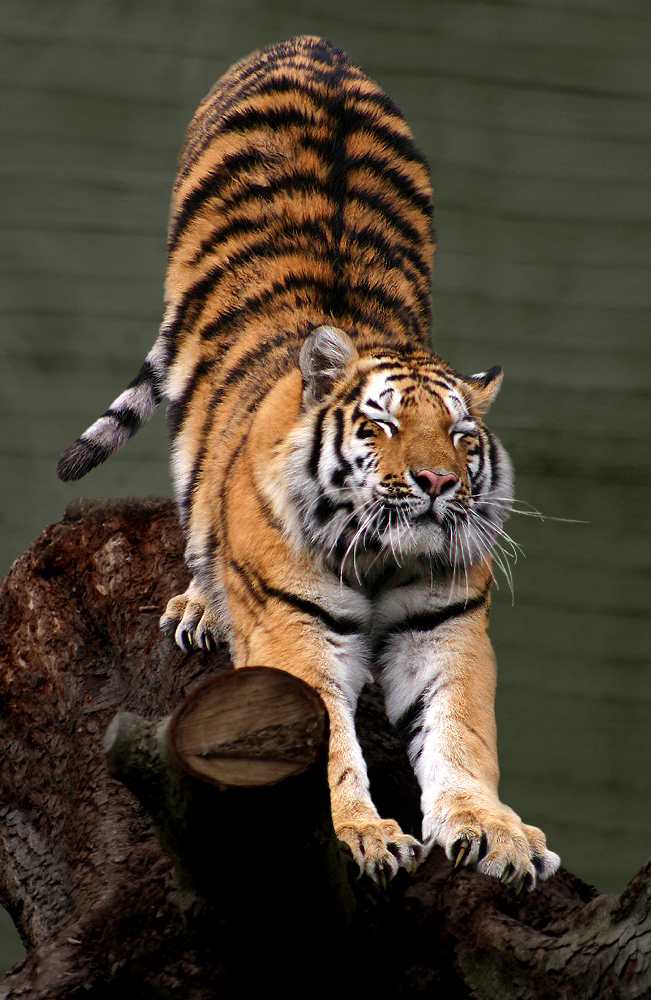
Hổ Siberia

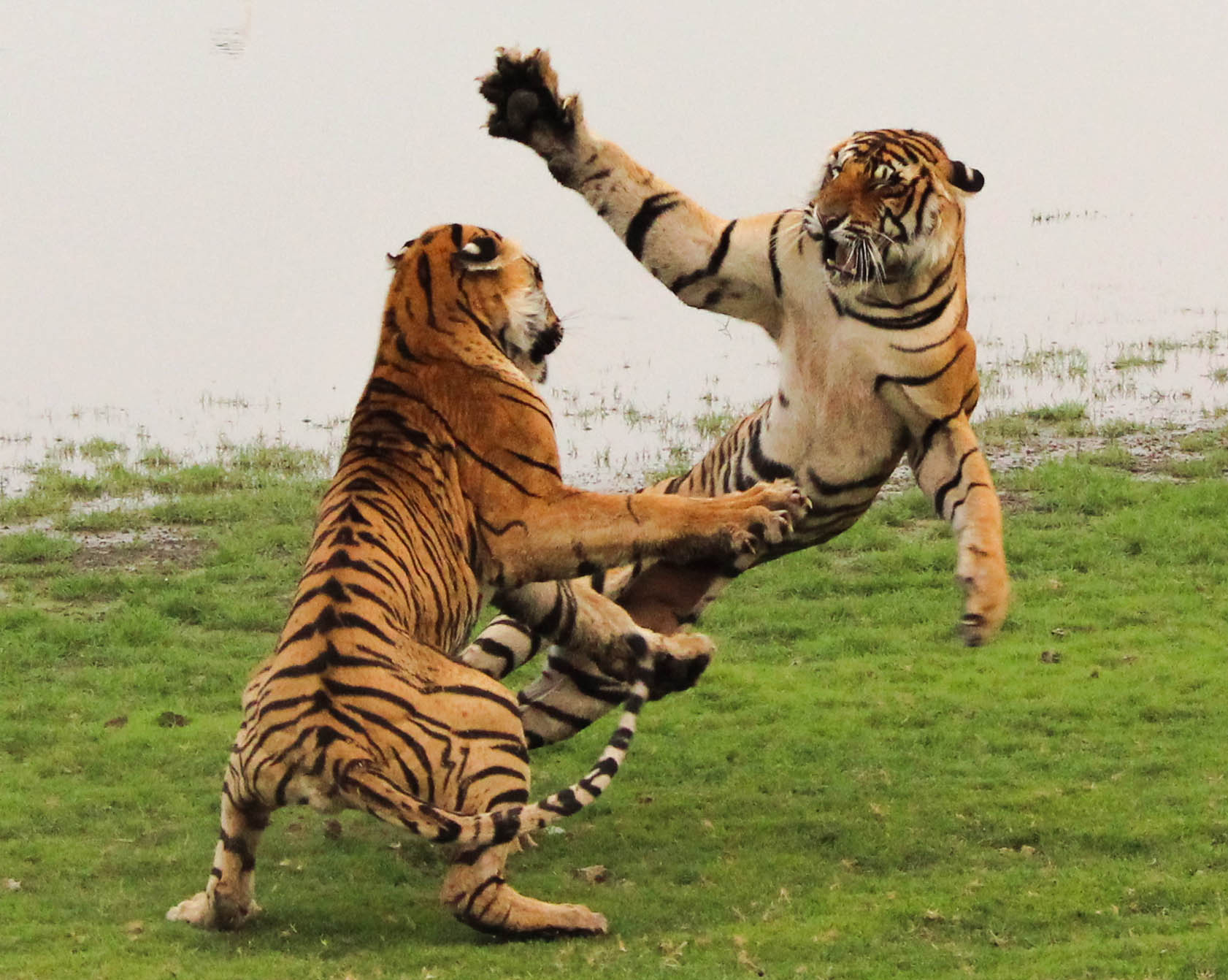
Hổ Bengal

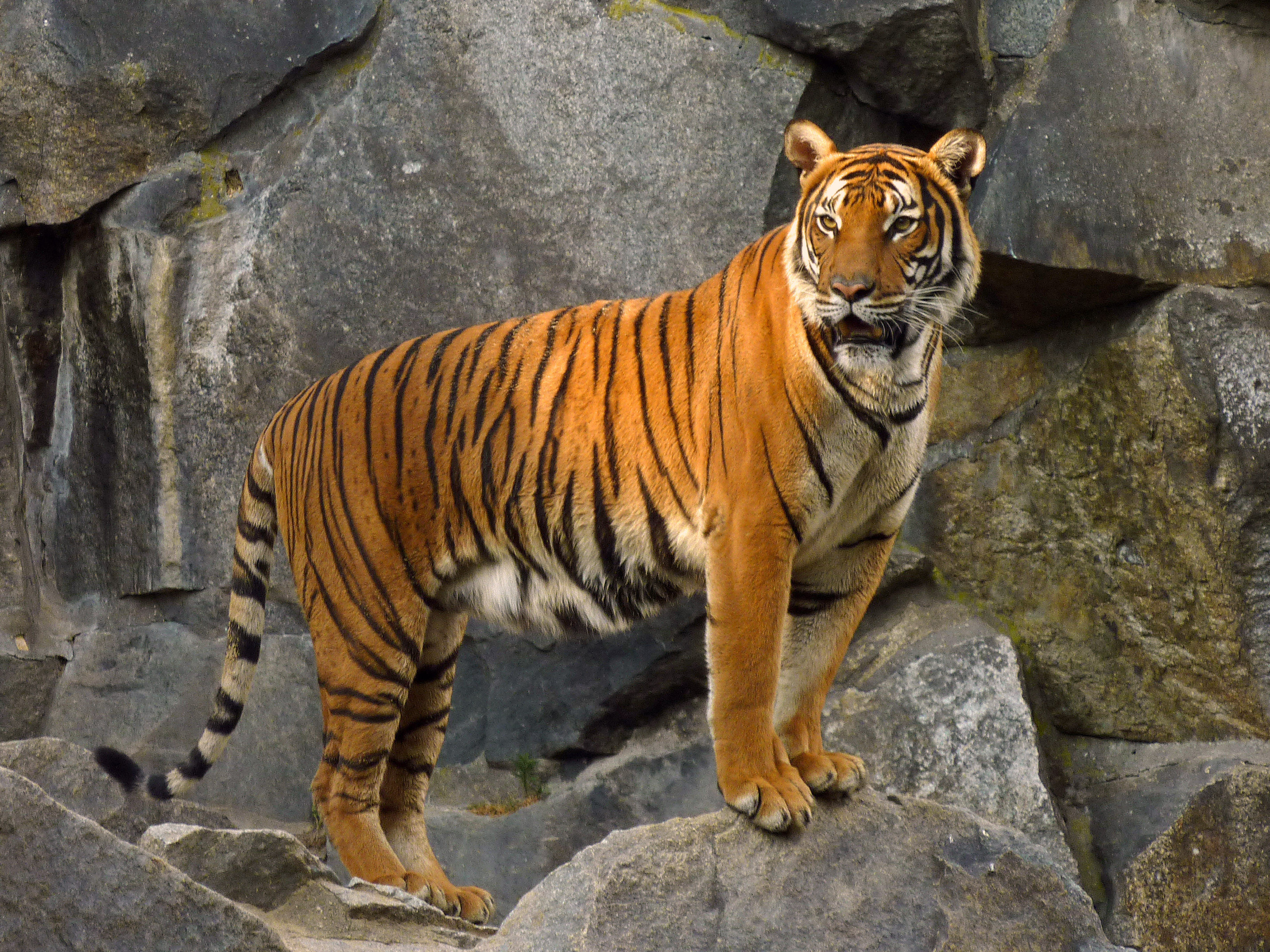
Hổ Đông Dương

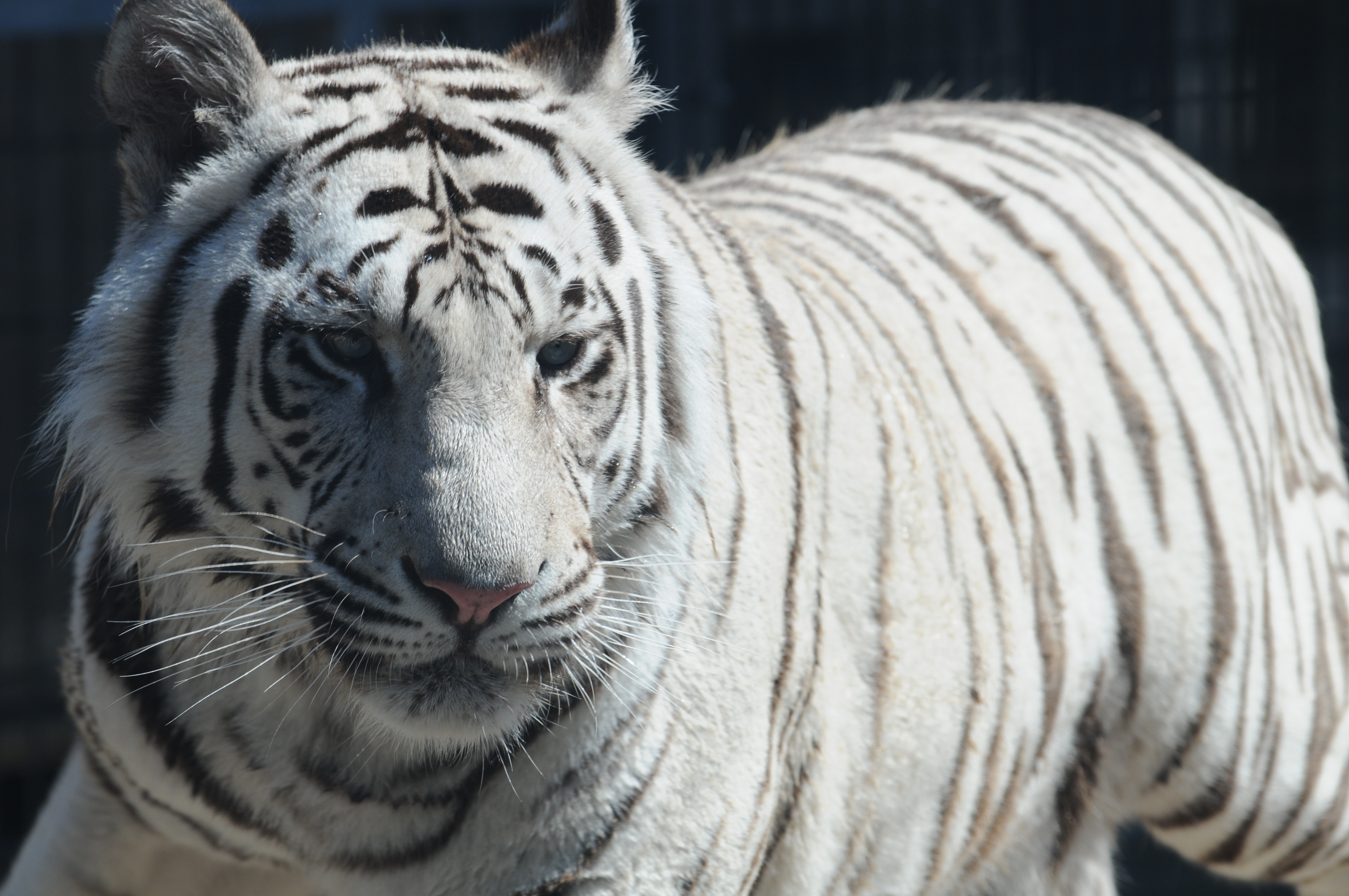
Hổ trắng

Có chín nòi (phân loài) hổ khác nhau, ba trong số đó đã tuyệt chủng và một có thể cũng sẽ tuyệt chủng trong tương lai gần. Cụ thể như sau:
- Panthera tigris altaica - hổ Siberia hay hổ Amur, hổ Mãn Châu.
- Panthera tigris amoyensis - hổ Hoa Nam.
- Panthera tigris balica - hổ Bali (tuyệt chủng).
- Panthera tigris corbetti - hổ Đông Dương (còn gọi là hổ Corbet).
- Panthera tigris jacksoni - hổ Mã Lai.
- Panthera tigris sondaica - hổ Java (tuyệt chủng).
- Panthera tigris sumatrae - hổ Sumatra.
- Panthera tigris tigris - hổ Bengal.
- Panthera tigris virgata - hổ Caspi hay hổ Ba Tư (tuyệt chủng).

Khu vực sinh sống trong lịch sử của chúng (thu nhỏ một cách đáng kể ngày nay) chạy từ Nga, Siberia, Iran, Afghanistan, Ấn Độ, Trung Quốc và Đông Nam Á, bao gồm cả quần đảo Indonesia. Dưới đây là các nòi còn sống sót, theo trật tự tăng dần của quần thể hoang dã:
- Hổ Hoa Nam 华南虎 (Panthera tigris amoyensis, chữ amoyensis trong tên khoa học của nó xuất xứ từ tên địa danh Amoy, còn gọi là Xiamen tức Hạ Môn), là nòi đang nằm trong tình trạng nguy hiểm nhất, và gần như sẽ trở thành tuyệt chủng. Có thể là con hổ hoang cuối cùng được biết đến ở miền nam Trung Quốc đã bị bắn hạ vào năm 1994, và trong hai mươi năm gần đây nhất người ta không nhìn thấy một con hổ còn sống nào trong khu vực sinh sống của chúng. Năm 1959, Mao Trạch Đông tuyên bố rằng hổ là một con vật có hại, và số lượng của chúng đã nhanh chóng giảm từ khoảng 4.000 con xuống còn khoảng 200 con năm 1976. Năm 1977 chính phủ Trung Quốc sửa đổi lại luật, và cấm chỉ việc giết hổ hoang, nhưng điều này có lẽ đã quá muộn để có thể bảo vệ nòi này. Hiện tại còn 59 con còn đang bị nuôi nhốt, tất cả ở trong Trung Quốc, nhưng chúng chỉ sinh được có sáu con. Vì thế, tính đa dạng di truyền không được duy trì, làm cho khả năng tuyệt chủng vĩnh viễn trở nên rõ nét.
- Hổ Sumatra (Panthera tigris sumatrae) tìm thấy ở đảo Sumatra (Indonesia). Quần thể hoang dã có khoảng 400 đến 500 con, nằm chủ yếu ở 5 vườn quốc gia trên đảo. Việc thử nghiệm gen gần đây đã phát hiện ra sự tồn tại của các dấu hiệu gen duy nhất, chỉ ra rằng nó có thể phát triển thành các loài riêng biệt, nếu nó không bị làm cho tuyệt chủng. Điều này dẫn tới giả thiết là hổ Sumatran có tầm quan trọng lớn hơn trong việc bảo tồn hơn bất kỳ một nòi nào khác. Sự phá hủy môi trường sống là mối đe dọa chính tới sự tồn tại của quần thể này (việc săn bắt thậm chí còn diễn ra trong các vườn quốc gia nằm dưới sự bảo vệ), 66 con đã bị bắn giết trong những năm từ 1998 tới 2000—gần 20% của tổng số hổ.
- Hổ Siberia (Panthera tigris altaica), còn gọi là hổ Amur, hay hổ Mãn Châu(Trung Quốc gọi là hổ Đông Bắc 东北虎), gần như toàn bộ bị hãm trong những khu vực rất hạn chế của miền đông Nga, ở đó hiện nay chúng được bảo vệ. Trong tự nhiên có ít hơn 400 con (bây giờ đã tăng lên 540 con), và quần thể này về tương lai là khó tồn tại về mặt di truyền, do thảm họa tiềm ẩn của việc lai cùng dòng. Hổ Siberia là nòi hổ có kích thước lớn nhất với con đực thường dài trung bình 2,7 mét và nặng khoảng 360 kg, với bộ lông dày và những đường vằn lớn màu vàng nhạt.
- Hổ Mã Lai (Panthera tigris jacksoni, đồng nghĩa: Panthera tigris malayensis), tiếng Mã Lai: Harimau Malaya), chỉ được tìm thấy tại khu vực phía nam của bán đảo Mã Lai. Cho đến tận năm 2004 nó đã không được công nhận là một phân loài hổ theo đúng nghĩa mà nó đáng được công nhận. Phân loại mới chỉ có sau khi diễn ra cuộc nghiên cứu của Luo S-J và ctv. từ Phòng thí nghiệm Đa dạng bộ Gen, một phần của Viện Ung thư Quốc gia Hoa Kỳ.[7] Hiện tại, người ta ước tính có khoảng 600-800 cá thể hổ Mã Lai trong tự nhiên, làm cho nó trở thành quần thể hổ lớn thứ ba, chỉ sau hổ Bengal và hổ Đông Dương. Tuy nhiên, nó vẫn là phân loài đang nguy cấp. Về kích thước, trọng lượng và sức mạnh thì nó gần giống như hổ Đông Dương.
- Hổ Đông Dương (Panthera tigris corbetti), được thấy ở Campuchia, Trung Quốc, Lào, Malaysia, Myanma, Thái Lan và Việt Nam. Quần thể ước tính của chúng là 1.200–1.800, có lẽ là ở mức thấp của khoảng này. Quần thể lớn nhất hiện nay ở Malaysia, là nơi việc săn bắn trộm bị kiểm soát chặt chẽ, nhưng tất cả các quần thể này nằm ở mức nguy hiểm cao do sự phân tán nơi sinh sống và lai cùng dòng. Tại Việt Nam, gần 3/4 lượng hổ đã bị giết để cung cấp nguồn cho y học Trung Quốc.
- Hổ Bengal (Panthera tigris tigris) được tìm thấy trong rừng già và đồng cỏ của Bangladesh, Ấn Độ, Bhutan, Trung Quốc và Nepal.[8] Nó là con vật quốc gia của cả Bangladesh và Ấn Độ. Quần thể hoang dã ước tính của chúng là dưới 2.000 con,[9] phần lớn sống ở Ấn Độ và Bangladesh. Hổ thuộc nòi này phải chịu nhiều áp lực từ việc thu nhỏ môi trường sống tới việc săn bắn trộm; một số loại biệt dược của y học cổ truyền Trung Quốc (đặc biệt trong điều trị bệnh liệt dương) cần các bộ phận của hổ. Dự án Hổ, một dự án bảo tồn của Ấn Độ bắt đầu từ năm 1972, đạt được những thành công không đáng kể trong việc bảo vệ nòi này.
- Hổ Bali (Panthera tigris balica) đã có trên đảo Bali. Nòi hổ này bị săn bắn đến tuyệt chủng; con hổ Bali cuối cùng được cho là bị giết ở Sumbar Kima, tây Bali vào ngày 27 tháng 9, năm 1937; nó là một con hổ cái trưởng thành. Không có một con hổ Bali nào còn sống trong tình trạng nuôi nhốt. Hổ vẫn đóng một vai trò quan trọng trong tôn giáo của đạo Hindu ở Bali.
- Hổ Java (Panthera tigris sondaica) đã tồn tại trên đảo Java của Indonesia. Nòi này có lẽ đã tuyệt chủng từ những năm thập niên 1980, như là hậu quả của việc săn bắn và phá hủy môi trường sống, nhưng sự tuyệt chủng của chúng có thể diễn ra từ những năm 1950 trở đi (khi đó người ta cho rằng chỉ còn ít hơn 25 con trong tự nhiên). Con hổ cuối cùng được nhìn thấy năm 1979.
- Hổ Caspi hay hổ Ba Tư (Panthera tigris virgata) đã tuyệt chủng từ những năm cuối thập niên 1960, với con cuối cùng được nhìn thấy vào năm 1968. Trước kia, chúng phân bố ở Afghanistan, Iran, Iraq, Pakistan, Liên Xô cũ và Thổ Nhĩ Kỳ.

Không có nhiều hoá thạch của loài hổ được tìm thấy, ngoại trừ những hoá thạch tìm thấy hầu hết ở Đông Nam Á thuộc kỷ Pleistocene. Tuy nhiên, có những phần hoá thạch 100.000 năm tuổi của hổ tìm thấy ở Alaska. Có lẽ thông qua đường nối giữa Siberia và Alaska trong kỷ Băng hà, con hổ này thuộc quần thể hổ Bắc Mỹ của nòi hổ Siberia. Ngoài ra, các nhà khoa học cũng phát hiện mối tương đồng giữa xương hổ với loài sư tử Bắc Mỹ: một loài họ mèo tuyệt chủng đã thống trị vùng Bắc Mỹ khoảng 10.000 năm trước. Những phát hiện mâu thuẫn này dẫn đến một giả thuyết rằng loài sư tử châu Mỹ có nguồn gốc là một loài hổ lục địa mới. Những hoá thạch của loài hổ được khai quật được ở Nhật Bản cho thấy loài hổ Nhật Bản không lớn hơn các nòi hổ thuộc các đảo cùng thời kỳ. Hiện tượng này có lẽ là do mối tương quan giữa kích thước cơ thể và khoảng không gian trống cũng như mật độ con mồi không nhiều.

### Lai tạo
Hổ trong điều kiện nuôi nhốt được lai tạo với sư tử để tạo ra các giống lai gọi là liger (Sư hổ) và tigon (Hổ sư). Chúng chia sẻ phẩm chất thể chất và hành vi của cả hai loài bố mẹ. Nhân giống lai hiện không được khuyến khích do sự nhấn mạnh vào bảo tồn.
Liger là con lai giữa sư tử đực và hổ cái. Ligers thường có chiều dài từ 10 đến 12 ft (3.0 đến 3.7 m) và nặng từ 800 đến 1.000 lb (360 đến 450 kg) trở lên. Bởi vì sư tử đực truyền gen thúc đẩy tăng trưởng, nhưng gen ức chế tăng trưởng tương ứng từ hổ cái không có, Sư hổ phát triển lớn hơn nhiều so với các loài bố mẹ.
Tigon ít phổ biến hơn là sự giao thoa giữa sư tử cái và hổ đực. Bởi vì hổ đực không truyền gen thúc đẩy tăng trưởng và sư tử cái truyền gen ức chế tăng trưởng, Tigon sinh ra có kích thước tương đương với bố mẹ chúng. Một số con cái có khả năng sinh sản và đôi khi đã sinh ra các litigons khi giao phối với một con sư tử cái châu Á.

## Phân bố

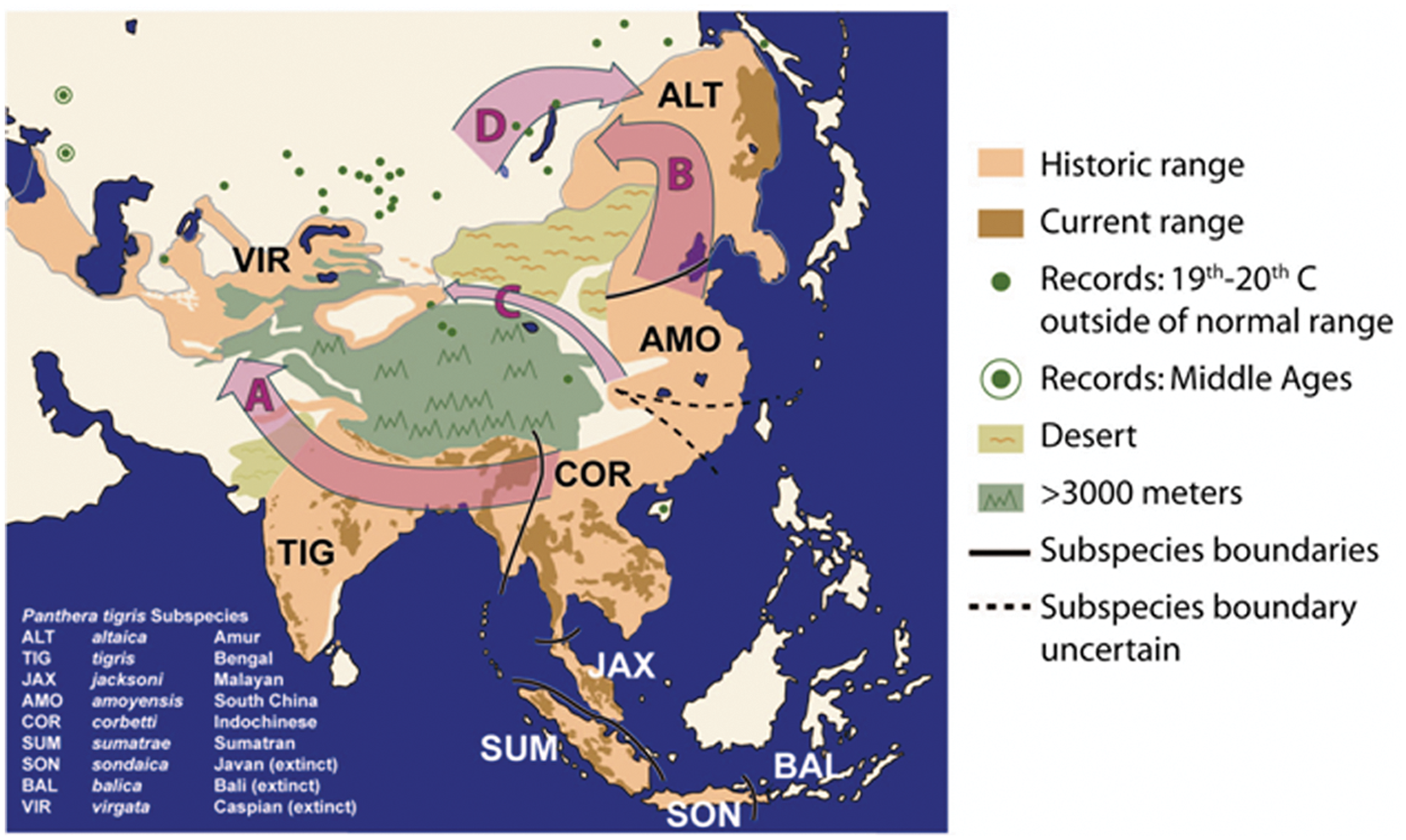
Phạm vi sinh sống trong quá khứ của hổ

Hổ từng có phạm vi rộng khắp lục địa châu Á từ phía đông Thổ Nhĩ Kỳ và Transcaucasia đến dãy núi Altai, hồ Baikal và bờ biển Nhật Bản, và ở phía nam từ tiểu lục địa Ấn Độ qua Đông Nam Á đến các đảo Sunda của Sumatra, Java và Bali. Kể từ khi kết thúc thời kỳ băng hà cuối cùng khoảng 20.000 năm trước, sự phân bố của chúng ở các quốc gia phía bắc có lẽ đã bị hạn chế bởi thời kỳ tuyết sâu kéo dài hơn sáu tháng. Chúng chủ yếu gắn bó với môi trường sống trong rừng. Phân bố của chúng gắn chặt với phân bố và mật độ của các loài động vật móng guốc. Quần thể hổ phát triển mạnh nơi quần thể thuộc bộ huơu nai, trâu bò và lợn ổn định.
Khoảng một chục ghi chép lịch sử được biết đến từ Thổ Nhĩ Kỳ chỉ ra rằng hổ chỉ sống ở những vùng xa xôi của miền đông Anatolia, có thể cho đến cuối thế kỷ 20. Ở Iraq, một con hổ đã bị bắn gần Mosul vào năm 1887. Cá thể này có lẽ là một con hổ di cư từ phía đông nam Thổ Nhĩ Kỳ, vì đây là hồ sơ được xác nhận duy nhất ở nước này. Ở vùng Kavkaz, hổ sinh sống ở vùng đồi núi và vùng đất thấp. Các ghi chép lịch sử ở Iran chỉ được biết đến từ bờ biển phía nam của Biển Caspi và dãy núi Alborz liền kề. Các ghi chép ở Trung Á cho thấy hổ xuất hiện hàng đầu trong các khu rừng Tugay ven sông dọc theo sông Atrek, Amu Darya, Syr Darya, Hari Rud, Chuy và Ili và các nhánh của chúng. Năm 2003, chúng đã được đánh giá là tuyệt chủng khu vực ở Tây và Trung Á kể từ cuối thế kỷ 20, vì con hổ cuối cùng được nhìn thấy ở khu vực này vào đầu những năm 1970.
Ở Đông Á, hổ sinh sống ở rừng thông Triều Tiên và rừng lá rộng và hỗn hợp ôn đới ở Viễn Đông Nga. Rừng ven sông là môi trường sống quan trọng cho cả động vật móng guốc và hổ vì chúng cung cấp thức ăn và nước uống, và đóng vai trò là hành lang phân tán. Tại Trung Quốc, hổ đã trở thành mục tiêu của các chiến dịch quy mô lớn 'chống sâu bệnh vào đầu những năm 1950. Săn hổ cùng với nạn phá rừng, có thể làm giảm khả năng sẵn có của con mồi và tái định cư của người dân đến các vùng nông thôn dẫn đến sự phân mảnh của môi trường sống của hổ. Mặc dù săn bắn hổ đã bị cấm vào năm 1977, số lượng vẫn tiếp tục giảm. Không có con hổ nào được ghi nhận trong các cuộc khảo sát thực địa năm 2001 tại tám khu vực được bảo vệ trong nước. Ở phía Khu bảo tồn thiên nhiên quốc gia Hunchun thuộc Đông Bắc Trung Quốc, bẫy ảnh đã ghi lại được hổ với bốn con lần đầu tiên vào năm 2012. Trong các cuộc điều tra sau đó, từ 27 đến 34 con hổ đã được ghi nhận dọc biên giới Trung Quốc-Nga. Không có bằng chứng cho sự hiện diện của hổ ở bất kỳ tỉnh nào khác của Trung Quốc. Chúng được coi là có thể đã tuyệt chủng trên bán đảo Triều Tiên.

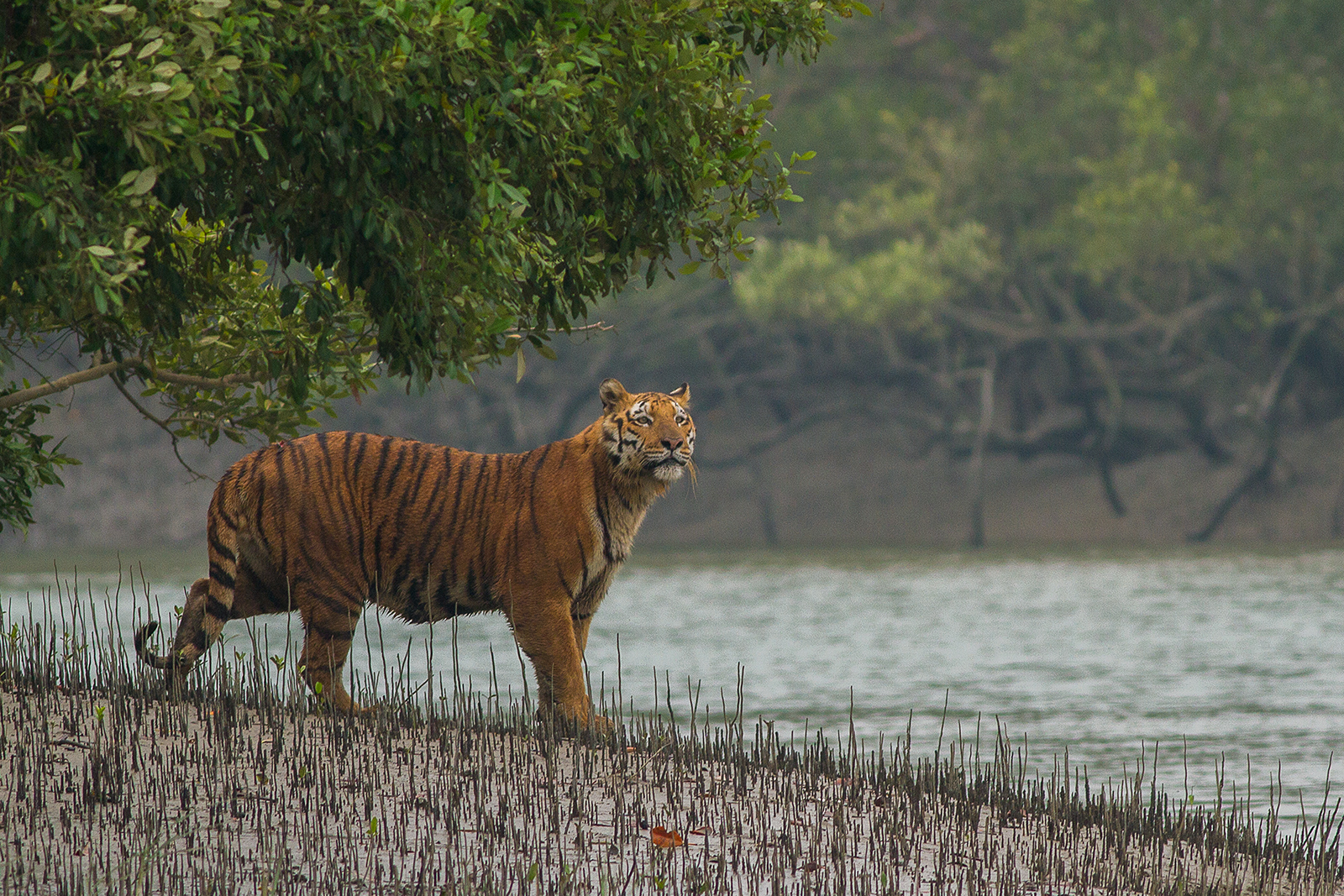
Một con hổ băng qua sông ở Sundarbans

Hổ từng có mặt ở khắp các tỉnh miền núi Việt Nam. Hiện nay chỉ còn ở các tỉnh có rừng núi hẻo lánh thuộc biên giới Việt–Lào, Lâm Đồng, Nghệ An, Quảng Trị. Độ che phủ rừng ở Việt Nam đã bị giảm xuống dưới 15% so với ban đầu trước những năm 1940, do chiến tranh, khai thác gỗ bất hợp pháp, và đốt rừng để phát triển nông nghiệp. Hổ được bảo vệ hợp pháp ở nước này từ năm 1960, nhưng việc buôn bán các bộ phận cơ thể hổ vẫn tiếp tục đến giữa những năm 1990. Hổ vẫn còn hiện diện ở miền bắc Việt Nam giáp Trung Quốc vào những năm 1990. Kể từ năm 2015, quần thể này được coi là có khả năng tuyệt chủng.
Tại Lào, Khu bảo tồn đa dạng sinh học quốc gia được thành lập vào năm 1993. Vào thời điểm đó, dân số hổ đã cạn kiệt. Đến cuối những năm 1990, hổ vẫn có mặt ở ít nhất năm khu vực bảo tồn. Săn hổ để buôn bán bất hợp pháp các bộ phận cơ thể và săn bắt cơ hội được coi là mối đe dọa chính đối với quần thể hổ của đất nước. Năm con hổ riêng lẻ đã được ghi nhận tại Khu bảo tồn quốc gia Nam Et-Phou Louey trong cuộc khảo sát bẫy camera giữa tháng 4 năm 2003 và tháng 6 năm 2004. Con mồi hoang dã lớn xuất hiện với mật độ thấp buộc hổ phải săn con mồi nhỏ và gia súc, có thể ảnh hưởng tiêu cực đến sinh sản của chúng.
Ở Campuchia, hổ vẫn được nhìn thấy ở những khu vực rừng hẻo lánh vào giữa những năm 1980. Các khu vực được bảo vệ được thành lập vào năm 1993, nhưng các khu rừng rộng lớn bên ngoài các khu vực này đã được đưa ra như một sự nhượng bộ khai thác gỗ cho các công ty nước ngoài. Một cuộc khảo sát phỏng vấn được thực hiện giữa các thợ săn vào mùa xuân năm 1998 cho thấy sự hiện diện của hổ trong chín khu vực bao gồm Phnom Kravanh và dãy núi Dâmrei. Trong các cuộc điều tra bẫy ảnh được thực hiện từ năm 1999 đến 2007 tại chín khu vực được bảo vệ và hơn 300 địa điểm trên cả nước, hổ chỉ được ghi lại trong Khu rừng được bảo vệ ở Mondulkiri và trong Vườn quốc gia Virachey. Do đó, quần thể hổ của Campuchia được coi là cực kỳ nhỏ. Kể từ năm 2015, chúng được coi là có thể bị tuyệt chủng.
Ở Thái Lan, rừng được bảo vệ bằng cách thành lập 81 vườn quốc gia, 39 khu bảo tồn động vật hoang dã và 49 khu vực cấm săn bắn trong khoảng thời gian từ 1962 đến 1996, bao gồm 12 khu vực được bảo vệ rộng hơn 1.000 km2 (390 dặm vuông). Khai thác rừng đã bị cấm vào năm 1989. Mặc dù mạng lưới khu vực được bảo vệ rộng rãi này, hổ đã được ghi nhận ở 10 trong số 17 khu phức hợp được bảo vệ trong các cuộc khảo sát trên toàn quốc từ năm 2004 đến năm 2007. Mật độ hổ thấp hơn dự đoán dựa trên môi trường sống có sẵn của rừng. Quần thể hổ ở Myanmar bị giới hạn ở Vùng Tanintharyi và Khu bảo tồn hổ thung lũng Hukawng năm 2006. Ở bán đảo Mã Lai, hổ chỉ xuất hiện ở bốn khu vực được bảo vệ rộng hơn 400 km2 (150 dặm vuông). Ở Sumatra, quần thể hổ trải dài từ các khu rừng đầm lầy than bùn ở vùng đất thấp đến các khu rừng trên núi gồ ghề.
Ở tiểu lục địa Ấn Độ, quần thể hổ phân mảnh cư trú ở Sundarbans, khu vực được bảo vệ của lưu vực sông Brahmaputra và Terai thuộc Ấn Độ và Nepal. Ở chân đồi của dãy núi Himalaya, hổ có thể sinh sống ở độ cao hơn 3.500 m (11.500 ft) trong các khu rừng ôn đới của Bhutan. Đến năm 2007, chương trình Dự án Hổ (Project Tiger) của Ấn Độ bao gồm 37 khu bảo tồn hổ với diện tích khoảng 37.700 dặm vuông (98.000 km2).

## Đặc điểm

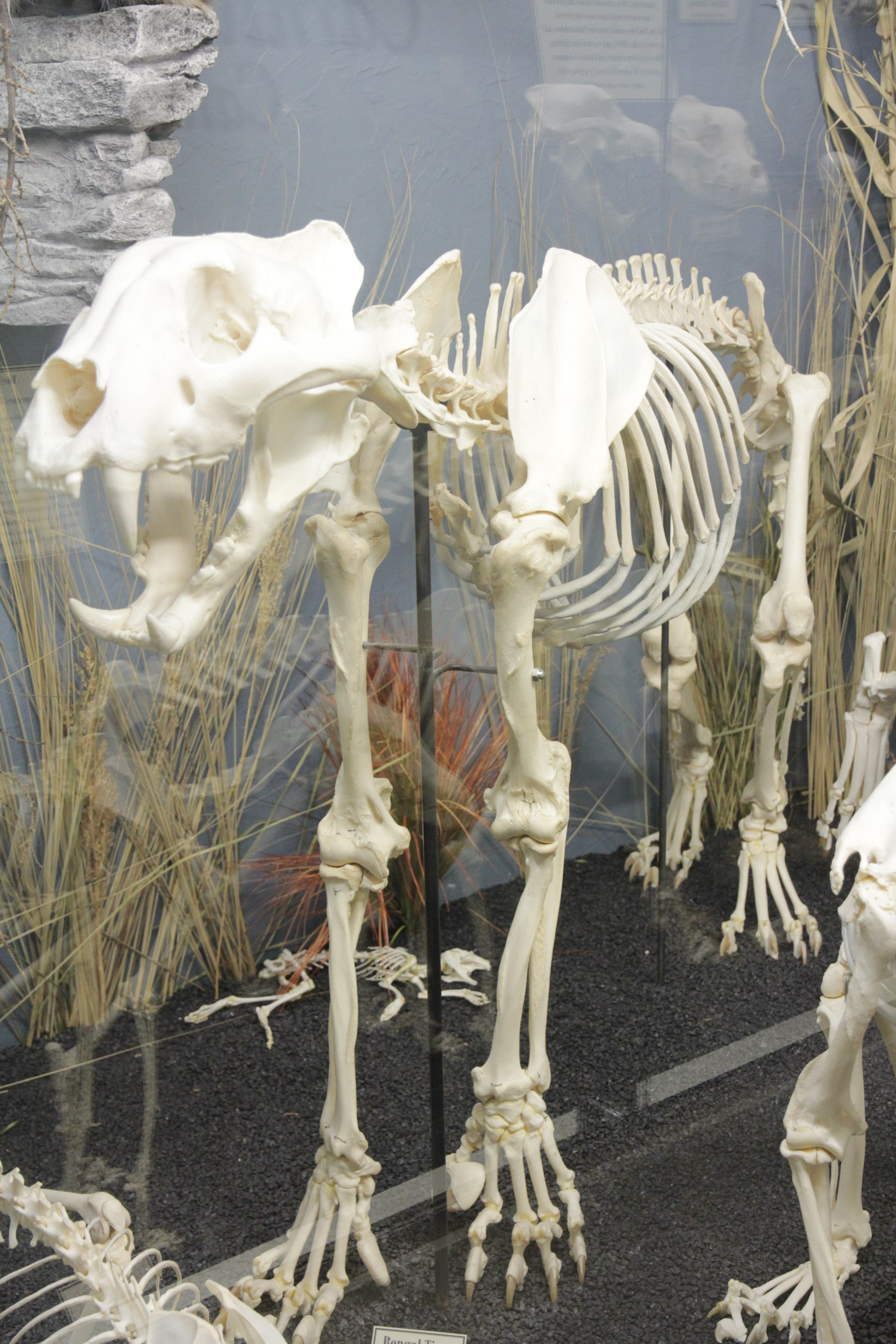
Bộ xương của hổ Bengal

Hổ có thân hình vạm vỡ với chân trước mạnh mẽ, đầu to và đuôi dài khoảng một nửa cơ thể. Xương chậu của nó dày và nặng, và màu sắc khác nhau giữa các sắc thái của màu cam và màu nâu với các vùng bụng màu trắng và các sọc đen dọc đặc biệt là duy nhất ở mỗi cá thể. Các sọc có khả năng thuận lợi cho việc ngụy trang trong thảm thực vật như cỏ dài với các kiểu ánh sáng và bóng râm thẳng đứng, màu cam giúp chúng trở nên tàng hình trong mắt những con mồi. Hổ là một trong số ít loài mèo có sọc; người ta không biết tại sao hoa văn đốm và hoa hồng/hoa mai là kiểu ngụy trang phổ biến hơn trong số các loài họ mèo.
Mẫu lông của hổ vẫn có thể nhìn thấy khi nó được cạo. Điều này không phải do sắc tố da, mà là do râu và nang lông dính trong da, tương tự như râu người, và phổ biến với những con mèo lớn khác. Chúng có bộ lông phát triển giống như bờm quanh cổ và hàm và râu dài, đặc biệt là ở con đực. Con ngươi có hình tròn với tròng vàng. Đôi tai nhỏ, tròn có một đốm trắng nổi bật ở mặt sau, được bao quanh bởi màu đen. Những "con mắt" giả này, được gọi là ocelli, dường như đóng một vai trò quan trọng trong giao tiếp trực quan.
Hộp sọ của hổ tương tự như hộp sọ của sư tử, với vùng phía trước thường ít bị lõm hoặc xẹp, và vùng sau hấp thụ dài hơn một chút. Hộp sọ sư tử cho thấy mở mũi rộng hơn. Do sự thay đổi kích thước hộp sọ của hai loài, cấu trúc của hàm dưới là một chỉ số đáng tin cậy để nhận dạng chúng. Hổ có hàm răng khá to; răng nanh hơi cong của nó là dài nhất trong số các con mèo còn sống với chiều dài lên tới 90 mm (3,5 in).

### Kích thước
Có một sự dị hình giới tính đáng chú ý giữa đực và cái, với con cái luôn nhỏ hơn con đực. Sự khác biệt về kích thước giữa con đực và con cái lớn hơn tương ứng trong các phân loài hổ lớn, với con đực nặng hơn tới 1,7 lần so với con cái. Con đực cũng có miếng đệm trước rộng hơn con cái. Người ta đã đưa ra giả thuyết rằng kích thước cơ thể của các quần thể hổ khác nhau có thể tương quan với khí hậu và được giải thích bằng cách điều chỉnh nhiệt và quy tắc của Bergmann, hoặc bằng cách phân phối và kích thước của các loài con mồi có sẵn.
Thông thường, con hổ đực khác nhau về tổng chiều dài từ 250 đến 390 cm (8.2 đến 12.8 ft) và nặng từ 90 đến 306 kg (198 và 675 lb) với chiều dài hộp sọ dao động từ 316 đến 383 mm (12,4 đến 15,1 in). Con cái khác nhau về tổng chiều dài từ 200 đến 275 cm (6,56 đến 9,02 ft), nặng từ 65 đến 167 kg (143 đến 368 lb) với chiều dài hộp sọ dao động từ 268 đến 318 mm (0.879 đến 1.043 ft). Trong cả hai giới, đuôi dài khoảng 0,6 đến 1,1 m (24 đến 43 in). Những con hổ Bengal và Siberia là một trong những con mèo cao nhất về chiều cao ngang vai. Chúng cũng được xếp hạng trong số những con mèo lớn nhất từng tồn tại. Những con hổ của quần đảo Sunda nhỏ hơn và ít nặng hơn hổ ở lục địa châu Á, hiếm khi vượt quá trọng lượng 142 kg (313 lb).
Những con hổ Siberia đực lớn đạt tổng chiều dài hơn 3,5 m (11,5 ft) trên các đường cong và 3,3 m (10,8 ft) giữa các chốt, với trọng lượng lên tới ít nhất 300 kg (660 lb). Con số này lớn hơn đáng kể so với trọng lượng 75 đến 140 kg (165 đến 309 lb) mà con hổ Sumatra đạt được. Ở vai, hổ có thể cao từ 0,7 đến 1,22 m (2,3 đến 4,0 ft).
Những con hổ Bengal đực có tổng chiều dài từ mũi đến đuôi từ 270 đến 310 cm (110 đến 120 in) và nặng từ 180 đến 258 kg (397 đến 569 lb), trong khi con cái dao động từ 240 đến 265 cm (94 đến 104 in) và nặng từ 100 đến 160 kg (220 đến 350 lb). Ở miền bắc Ấn Độ và Nepal, hổ Bengal có kích thước trung bình là lớn hơn; con đực nặng tới 235 kg (518 lb), trong khi con cái trung bình là 140 kg (310 lb). Trọng lượng cơ thể được ghi nhận của các cá thể hoang dã ở đây cho thấy chúng nặng hơn hổ hoang dã Siberia. 

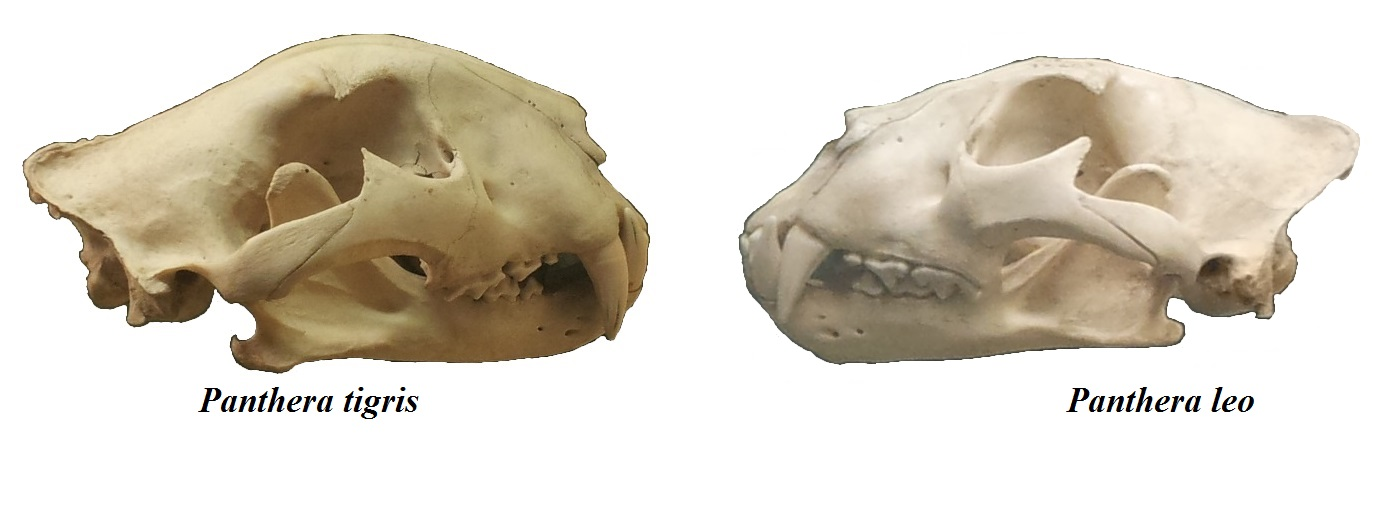
Mặc dù hộp sọ của hổ tương tự như của sư tử, cấu trúc hàm dưới là một chỉ số đáng tin cậy của loài

Con hổ hoang dã lớn nhất từng được báo cáo có tổng chiều dài cơ thể là 3,38 m (11,1 ft) trên các đường cong. Con hổ bị giam cầm nặng nhất là một con hổ Siberia nặng tới 465 kg (1.025 lb). Con hổ hoang dã nặng nhất được ghi nhận là một con hổ Bengal từ phía bắc Ấn Độ đã bị bắn vào năm 1967. Nó được cho là nặng tới 388,7 kg (857 lb), mặc dù cần lưu ý rằng nó đã có một bữa ăn no trước khi bị giết, mặc dù nếu chưa ăn thì nó cũng nặng ít hơn không đáng kể. Hộp sọ hổ dài nhất là 16,25 in (413 mm) được đo "trên xương"; cá thể này đã bị bắn vào năm 1927 ở miền bắc Ấn Độ.

### Màu sắc

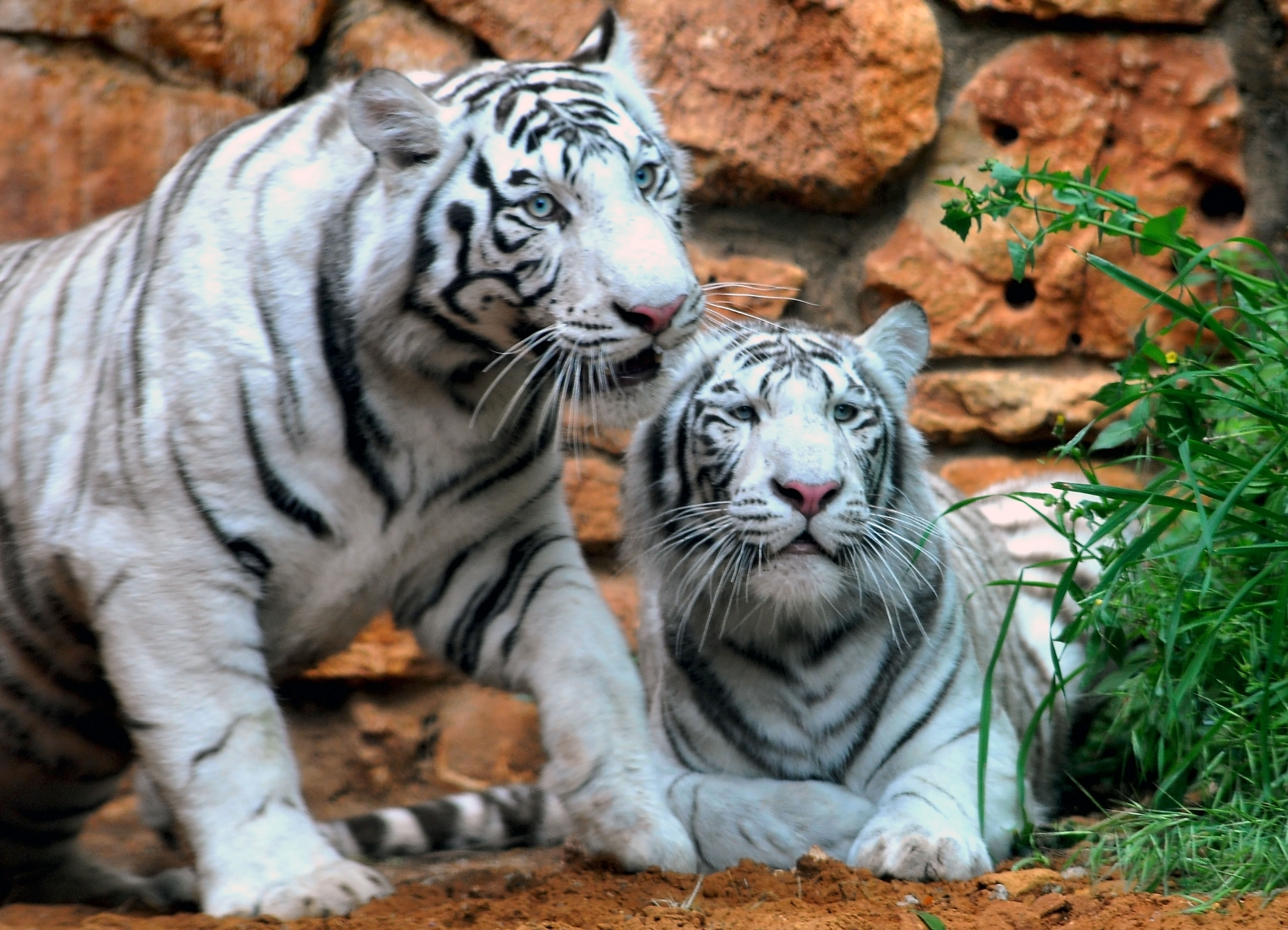
Hổ trắng ở vườn thú Haifa

Màu của chúng có thể là bất kỳ màu nào trong khoảng từ vàng đến đỏ-da cam, với những khu vực màu trắng trên ngực, cổ, cũng như phần bên trong của chân. Một vài biến thể về màu sắc của hổ được ghi nhận như:
- Hổ trắng (Bạch hổ): Một biến thể gen lặn phổ biến, có thể xuất hiện với sự tổ hợp phù hợp của bố mẹ chúng, chúng không phải là những con thú bạch tạng.
- Hổ vàng hay hổ khoang vàng: Chúng có màu vàng nhưng nhạt hơn màu của hổ bình thường và các vằn là màu nâu. Biến thể về màu sắc này rất hiếm, chỉ có một nhóm nhỏ hổ khoang vàng tồn tại và đều trong tình trạng bị giam cầm (Hiện có khoảng 30 con hổ khoang vàng được nuôi dưỡng tại các vườn thú trên toàn thế giới).
- Hổ đen hay hổ nhiễm hắc tố (Hắc hổ): Cũng được thông báo là có, nhưng chưa có các mẫu sống kiểm chứng.
- Hổ xám hay hùm xám, hổ lam (Thanh hổ): Trong các tài liệu có nhắc đến hổ lam, thực ra là có tông màu xám bạc, mặc dù chưa có chứng cứ thật đáng tin cậy.

Các vằn của phần lớn các nòi hổ dao động trong khoảng nâu/xám tới đen thuần, mặc dù hổ trắng có rất ít các vằn. Hình dạng và mật độ các vằn thay đổi theo từng nòi, nhưng phần lớn các nòi đều có trên 100 vằn. Hổ Java nay đã tuyệt chủng có thể có nhiều hơn. Các mẫu vằn là duy nhất cho từng cá thể, và vì thế có thể sử dụng để xác định từng cá thể giống như mẫu vân tay ở người. Tuy nhiên điều này không phải là phương pháp được ưa thích để xác định, vì sự khó khăn trong việc ghi chép các mẫu vằn của hổ hoang dã. Mục đích của các vằn có lẽ là để ngụy trang, giúp chúng coi là ẩn đối với các con mồi (có rất ít các loài thú có cảm giác màu như con người, vì thế màu sắc chưa hẳn đã là vấn đề quan trọng như người ta vẫn nghĩ).

## Tập tính và sinh thái

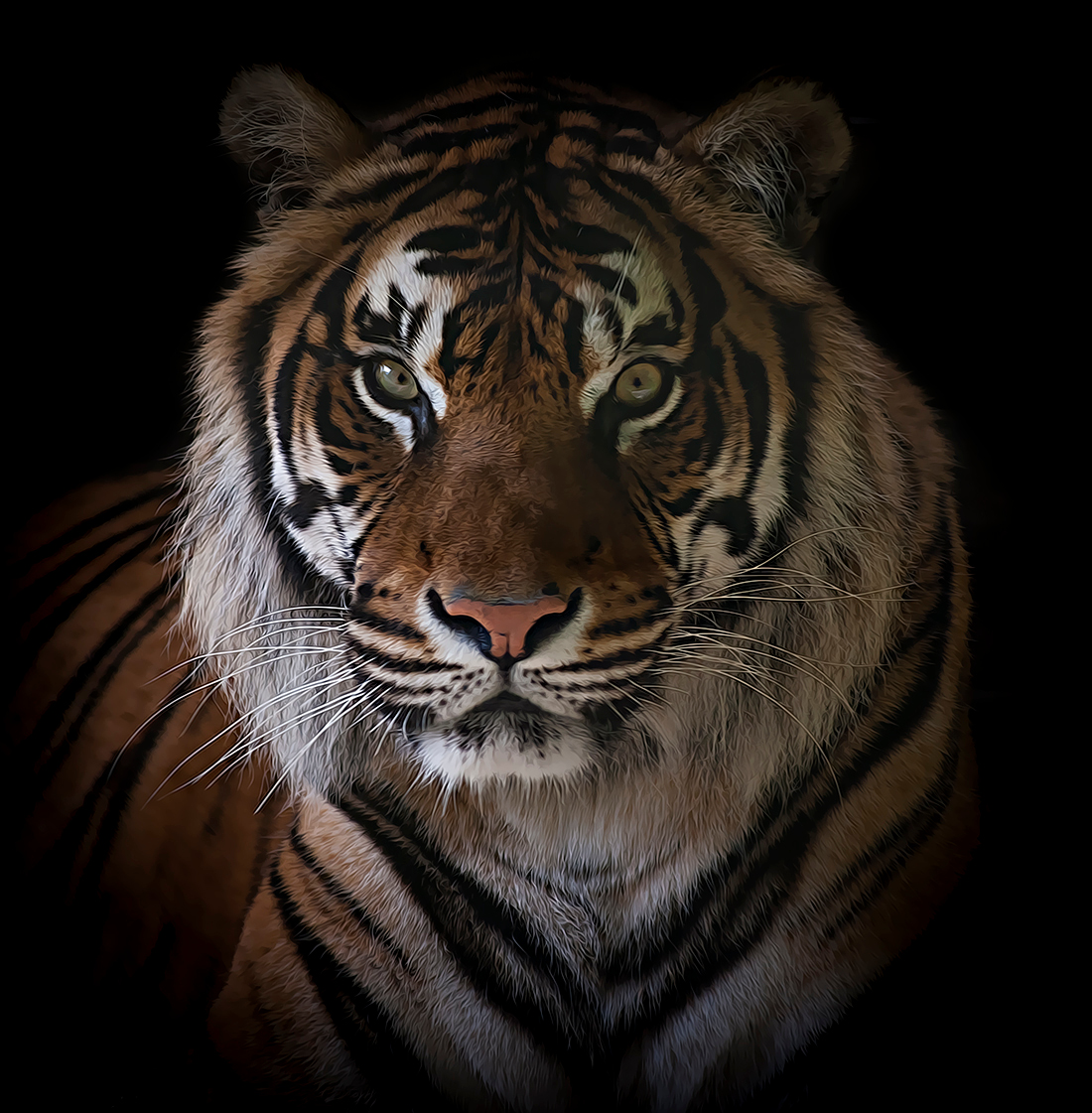
Hổ có khả năng nhìn rất tốt trong đêm tối

### Hoạt động thường ngày
Khi không chịu sự xáo trộn của con người, hổ chủ yếu hoạt động ban ngày. Giống như các loài trong họ mèo khác, hổ có khả năng trèo cây nhưng chúng không quá khéo léo trong việc này, nên rất hiếm khi trèo; tuy nhiên có các trường hợp đặc biệt đã được ghi nhận lại như một con hổ đã cố gắng leo cây để săn khỉ. Chúng là một vận động viên bơi lội cừ khôi và thường tắm trong ao, hồ và sông để giữ mát trong cái nóng ban ngày. Các cá thể có thể vượt sông rộng tới 7 km (4,3 mi) và có thể bơi tới 29 km (18 mi) trong một ngày. Trong những năm 1980, một con hổ đã được quan sát thấy thường xuyên săn con mồi qua hồ nước sâu trong Công viên Quốc gia Ranthambhore.
Hổ là một loài động vật có lãnh thổ hoạt động rất rộng, và các cá thể phân tán trên khoảng cách lên tới 650 km (400 dặm) để đến với quần thể hổ ở các khu vực khác. Những con hổ được quan sát ở Công viên Quốc gia Chitwan bắt đầu phân tán khỏi khu vực tự nhiên của chúng sớm nhất ở tuổi 19 tháng. Bốn con cái phân tán trong khoảng từ 0 đến 43,2 km (0,0 đến 26,8 mi) và 10 con đực trong khoảng 9,5 đến 65,7 km (5,9 đến 40,8 mi). Không ai trong số chúng vượt qua các khu vực canh tác mở rộng hơn 10 km (6,2 mi), nhưng di chuyển qua môi trường sống có rừng. 

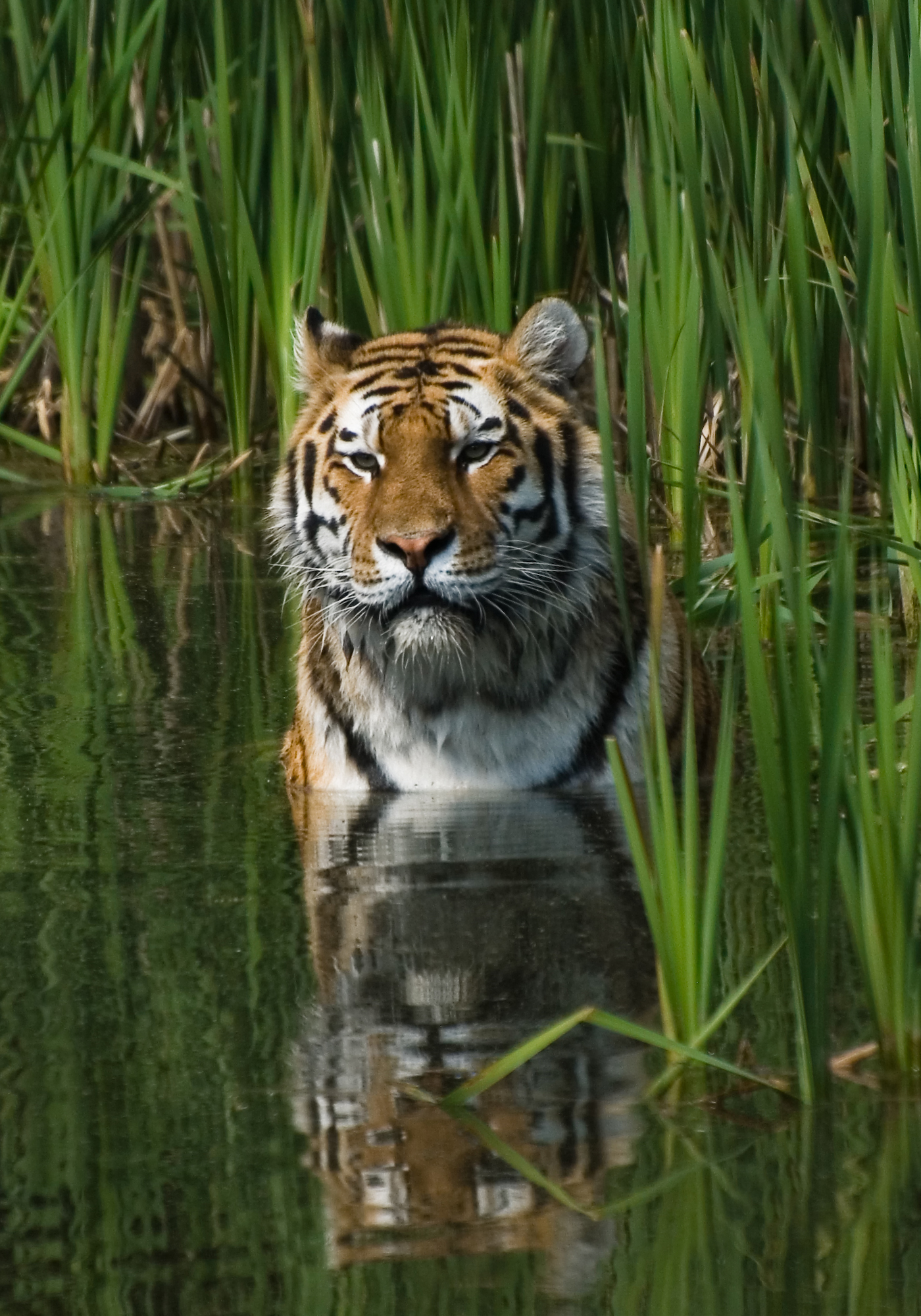
Hổ rất thích nước và thường ngâm mình dưới nước để tránh nóng

Hổ trưởng thành có cuộc sống đơn độc. Chúng thiết lập và duy trì các lãnh thổ nhưng có phạm vi nơi ở rộng hơn nhiều để chúng đi lang thang. Những cá thể trưởng thành ở cả hai giới thường giới hạn các chuyển động của chúng trong phạm vi lãnh thổ của mình, trong đó chúng đáp ứng nhu cầu của mình và những cá thể đang phát triển. Các cá thể có chung khu vực nhận thức được các hoạt động của nhau. Kích thước của phạm vi lãnh thổ chủ yếu phụ thuộc vào sự phong phú của con mồi, khu vực địa lý và giới tính của cá thể. Ở Ấn Độ, phạm vi lãnh thổ dường như là từ 50 đến 1.000 km2 (19 đến 386 dặm vuông) trong khi ở Mãn Châu, chúng có diện tích từ 500 đến 4.000 km2 (190 đến 1.540 dặm vuông). Ở Nepal, các vùng lãnh thổ được bảo vệ được ghi nhận là 19 đến 151 km2 (7,3 đến 58,3 dặm vuông) đối với đực và 10 đến 51 km2 (3,9 đến 19,7 dặm vuông) đối với cái.
Những con hổ cái còn trẻ thiết lập lãnh thổ đầu tiên của chúng gần với mẹ của chúng. Sự chồng chéo giữa lãnh thổ của con cái và mẹ giảm dần theo thời gian. Tuy nhiên, con đực di cư xa hơn so với con cái và bắt đầu ở độ tuổi trẻ hơn để đánh dấu khu vực lãnh thổ của chúng. Một con đực thu nhận lãnh thổ bằng cách tìm kiếm một khu vực không có hổ đực khác, hoặc sống tạm thời trong lãnh thổ của con đực khác cho đến khi nó trưởng thành thật sự và đủ mạnh để thách thức con đực đang làm chủ. Những con đực non thường tìm cách tự lập nên tỷ lệ tử vong cao nhất (30-35% mỗi năm) trong số những con hổ trưởng thành.
Để xác định lãnh thổ của mình, con đực đánh dấu lãnh thổ bằng cách phun nước tiểu và dịch tiết tuyến hậu môn, cũng như đánh dấu những con đường mòn bằng phân và đánh dấu cây hoặc mặt đất bằng móng vuốt của chúng. Con cái cũng sử dụng các "vết xước" này, cũng như các dấu hiệu nước tiểu và phân. Dấu hiệu mùi hương của loại này cho phép một cá thể nhận thông tin về danh tính, giới tính và tình trạng sinh sản của con hổ đang làm chủ. Con cái trong động dục sẽ báo hiệu sự sẵn có của chúng bằng cách đánh dấu mùi hương thường xuyên hơn và tăng tiếng kêu của chúng để thu hút bạn tình. 

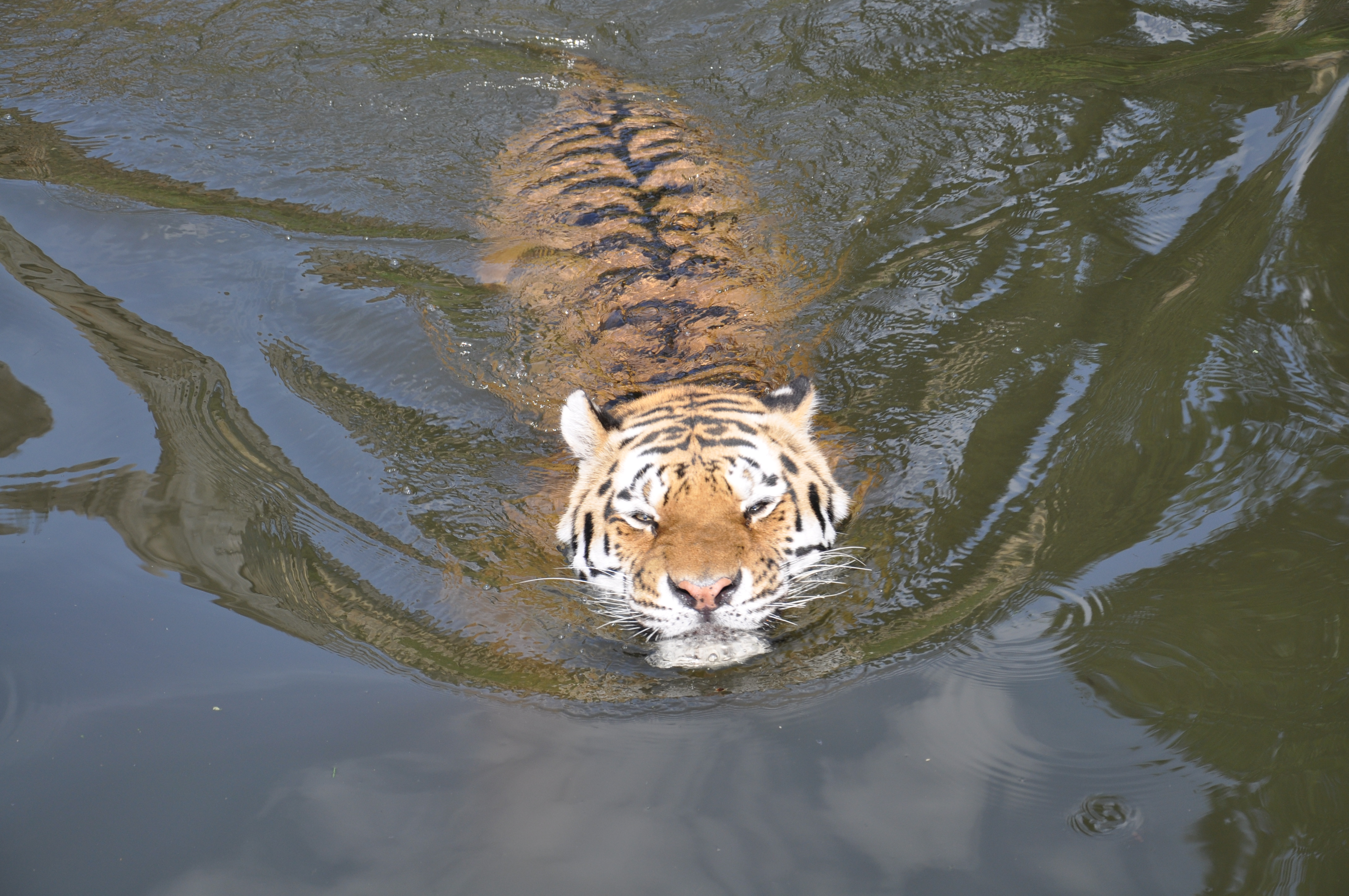
Một con hổ Amur đang bơi ở sở thú Wuppertal

Mặc dù phần lớn tránh nhau, hổ không phải lúc nào cũng có lãnh thổ và mối quan hệ giữa các cá thể có thể phức tạp. Một con hổ trưởng thành thuộc cả hai giới tính đôi khi sẽ chia sẻ con mồi của mình với con hổ khác, ngay cả những cá thể có thể không liên quan đến chúng. George Schaller quan sát một con đực chia sẻ một con mồi với hai con cái và bốn con non. Không giống như sư tử đực, hổ đực cho phép con cái và đàn con ăn thịt trước khi con đực ăn cuối cùng; tất cả những cá thể liên quan nói chung dường như cư xử thân thiện, trái ngược với hành vi cạnh tranh được thể hiện bởi đàn của sư tử.
Thỉnh thoảng, hổ đực tham gia nuôi đàn con, thường là của chúng, nhưng điều này cực kỳ hiếm và không phải lúc nào cũng được hiểu rõ. Vào tháng 5 năm 2015, hổ Amur đã bị chụp ảnh bởi bẫy ảnh trong Khu bảo tồn ở Sikhote-Alin. Các bức ảnh cho thấy một con hổ Amur đực đi ngang qua, theo sau là một con cái và ba con non trong khoảng hai phút. Ở Ranthambore, một con hổ đực đã nuôi nấng và bảo vệ hai con non mồ côi sau khi mẹ chúng chết vì bệnh. Đàn con vẫn được nó chăm sóc, nó cung cấp cho chúng thức ăn, bảo vệ chúng khỏi thiên địch và các con hổ khác, và rõ ràng cũng đã huấn luyện chúng.
Những con hổ đực thường không khoan dung với những con đực khác và khoan dung hơn với những con cái trong lãnh thổ của chúng. Tranh chấp lãnh thổ thường được giải quyết bằng cách hiển thị mối đe dọa chứ không phải là sự gây hấn hoàn toàn. Một số sự cố như vậy đã được quan sát trong đó con hổ cấp dưới mang lại thất bại bằng cách lăn lên lưng và để lộ bụng trong tư thế phục tùng. Một khi sự thống trị đã được thiết lập, một con đực có thể tha thứ cho những cá thể dưới quyền trong phạm vi của nó, miễn là chúng không sống ở khu vực quá gần. Tranh chấp gay gắt nhất có xu hướng xảy ra giữa hai con đực khi con cái đang động dục, và đôi khi dẫn đến cái chết của một trong những con đực.
Nước miếng của hổ có thể khử trùng nên hổ thường liếm những chỗ bị thương. Hổ rất thính với mùi máu, chúng tỏ ra phát cuồng khi chúng ngửi mùi của một hợp chất hữu cơ trong máu, so với những loài ăn thịt khác. Hổ tỏ ra hứng khởi nhất khi ngửi mùi hợp chất trans-4,5-epoxy-(E)-2-decenalc, chúng còn hưng phấn hơn cả chó hoang châu Á và châu Phi, cũng như chó đồng cỏ Nam Mỹ. Hổ có sức bật rất tốt, chúng có thể nhảy cao 5 m và nhảy xa từ 9–10 m.

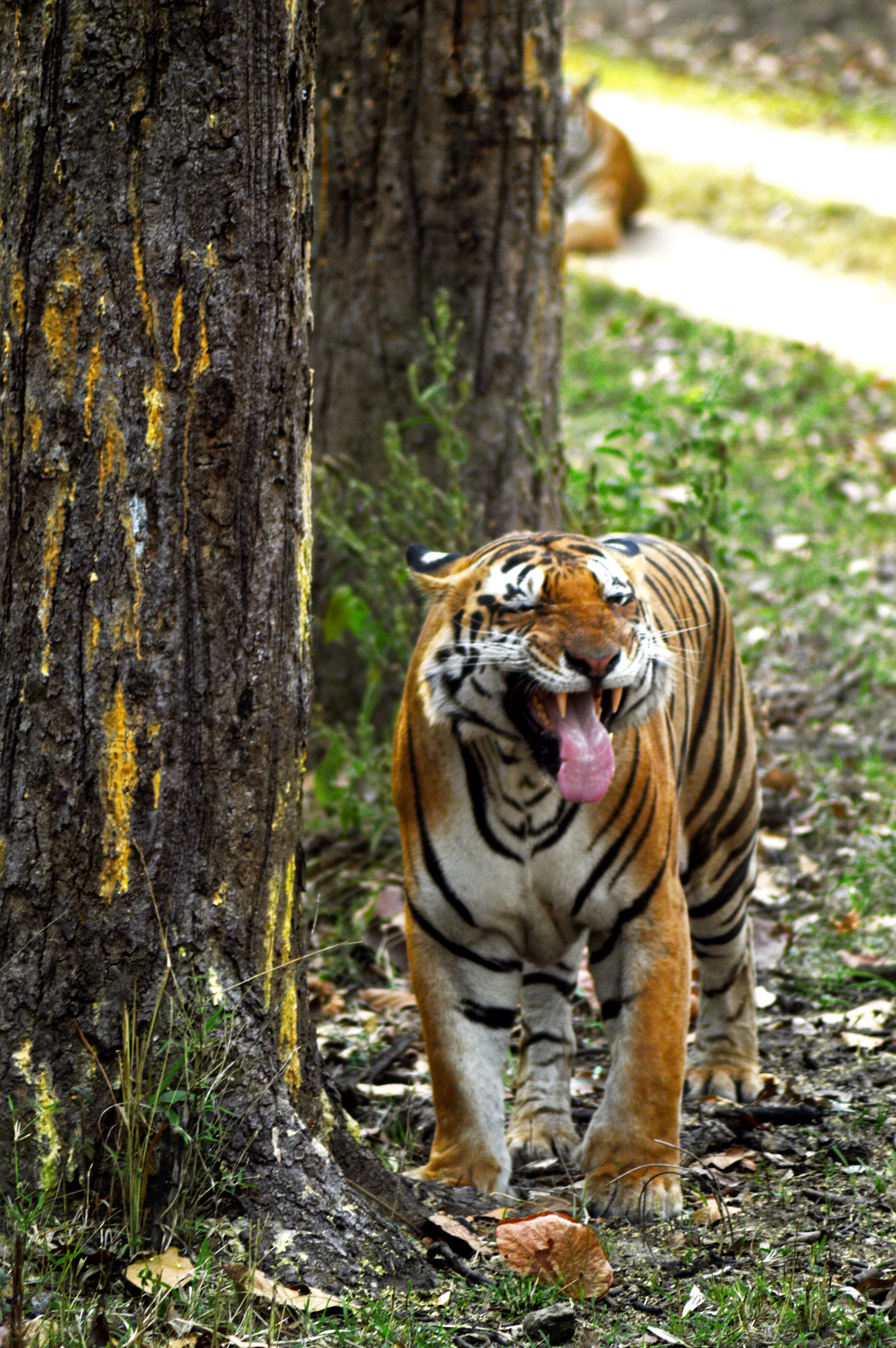
Một con hổ cái ở khu bảo tồn Kanha thể hiện phản ứng flehmen.

Cả con đực và con cái đều thể hiện phản ứng flehmen, một cái nhăn mặt đặc trưng khi đánh hơi dấu vết nước tiểu nhưng phản ứng flehmen thường liên quan đến con đực phát hiện các dấu hiệu do hổ cái phát ra trong mùa động dục. Giống như các loài Panthera khác, hổ có thể gầm lên, đặc biệt là trong các tình huống mà chúng đang hung hăng, trong mùa giao phối hoặc khi giết mồi. Có hai tiếng gầm khác nhau: tiếng gầm "thật" được tạo ra bằng bộ máy hyoid và buộc phải mở miệng khi nó dần dần đóng lại, và tiếng gầm kiểu "ho" ngắn hơn, thô hơn được tạo ra bằng miệng mở và răng lộ ra. Tiếng gầm "thật" có thể được nghe thấy ở cách xa tới 3 km (1,9 dặm) và đôi khi được phát ra ba hoặc bốn lần liên tiếp. Khi căng thẳng, hổ sẽ rên rỉ, một âm thanh tương tự như tiếng gầm nhưng trầm lắng hơn và được tạo ra khi miệng bị đóng một phần hoặc hoàn toàn. Có thể nghe thấy tiếng rên cách xa 400 m (1.300 ft). Tiếng khịt mũi mềm mại, tần số thấp, khịt tương tự như tiếng ríu rít ở những con mèo nhỏ hơn được nghe trong những tình huống thân thiện hơn. Các kiểu giao tiếp khác của hổ bao gồm tiếng càu nhàu, âm trầm, tiếng gầm gừ, tiếng rên rỉ, tiếng rít và tiếng gầm rống.

### Chế độ ăn

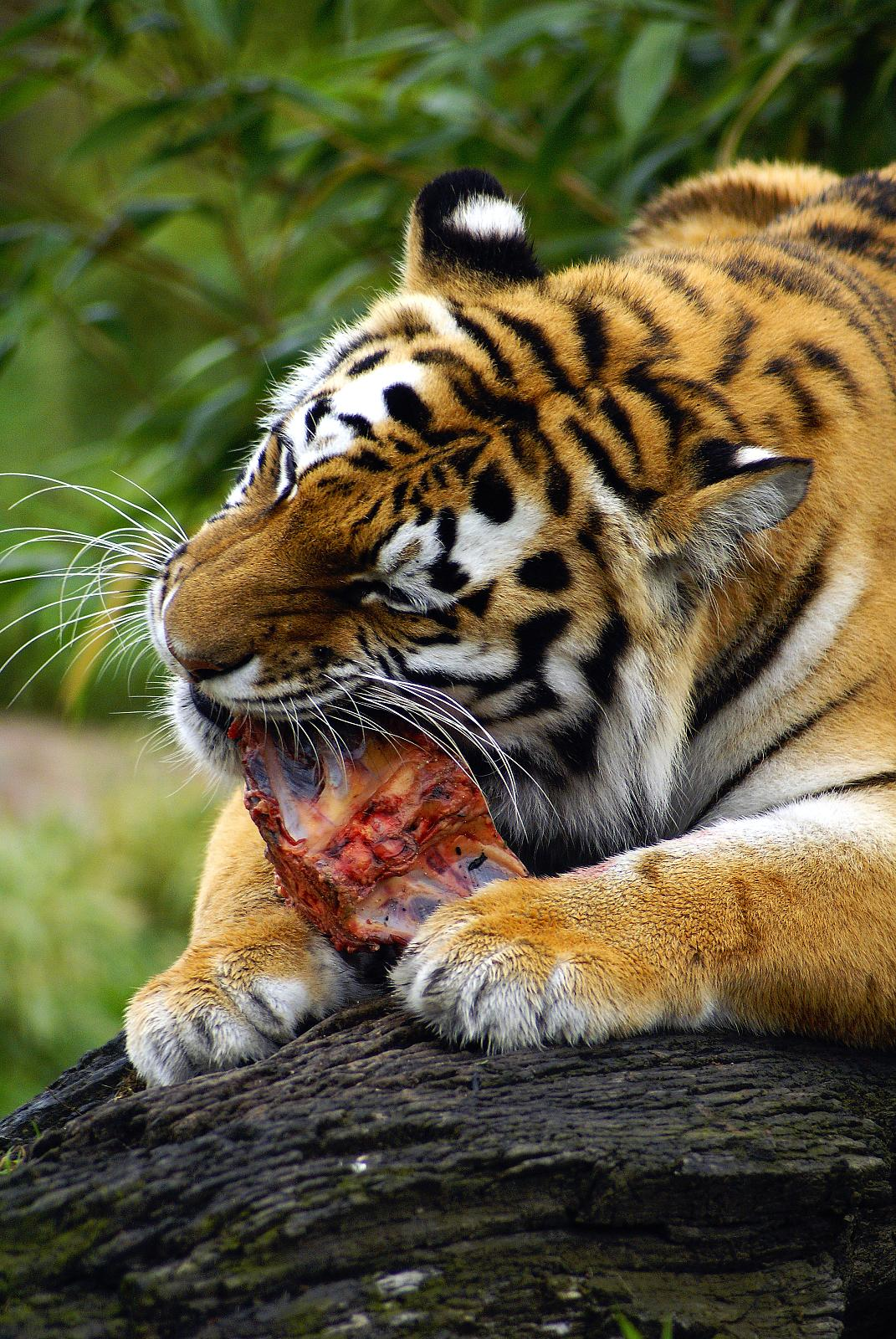
Một con hổ đang gặm xương thịt, hổ có kiểu ăn một bên hàm

Trong tự nhiên, hổ chủ yếu săn những động vật có kích thước lớn và trung bình, chúng đặc biệt thích những động vật móng guốc nặng ít nhất 90 kg (200 lb) thậm chí là cả gấu nâu, tê giác dù rất hiếm. Chúng thường không có ảnh hưởng quá xấu đến quần thể con mồi. Nai, Hươu đốm, Hươu đầm lầy Ấn Độ, lợn rừng, bò tót, linh dương bò lam và cả trâu rừng lẫn trâu nhà là những con mồi chính của hổ ở Ấn Độ. Giống như nhiều loài săn mồi khác, hổ là loài săn mồi cơ hội và có thể ăn những con mồi nhỏ hơn nhiều, chẳng hạn như khỉ, công và các loài chim trên mặt đất khác, thỏ đồng, nhím và cá. Chúng cũng có thể săn bắt những động vật ăn thịt khác, bao gồm chó, báo hoa mai, trăn, gấu lợn và cá sấu. Mặc dù hầu như chỉ ăn thịt, hổ thỉnh thoảng sẽ ăn thực vật để lấy chất xơ như trái cây của cây vừng. Một con hổ trung bình có thể ăn tới 27 kg một ngày và có thể nhịn ăn khoảng 2 hoặc 3 ngày. Răng nanh của hổ, có thể dài tới 7,5 cm, dùng để gặm xương một cách dễ dàng.
Ở Siberia, các con mồi chính là nai Mãn Châu và lợn rừng (hai loài này chiếm gần 80% con mồi được hổ chọn), tiếp theo là hươu sao, nai sừng tấm, hoẵng Siberia và hươu xạ. Gấu đen châu Á và gấu nâu Ussuri cũng có thể trở thành con mồi của hổ, và chúng chiếm tới 40,7% khẩu phần ăn của hổ Siberia tùy thuộc vào điều kiện địa phương và quần thể gấu. Ở Sumatra, con mồi bao gồm nai, mang, lợn rừng, lợn vòi và đười ươi. Trong khi săn nai, con mồi chiếm tới 60% lượng thức ăn của chúng ở Ấn Độ, những con hổ đã giả tiếng kêu của những con nai đực để thu hút chúng.

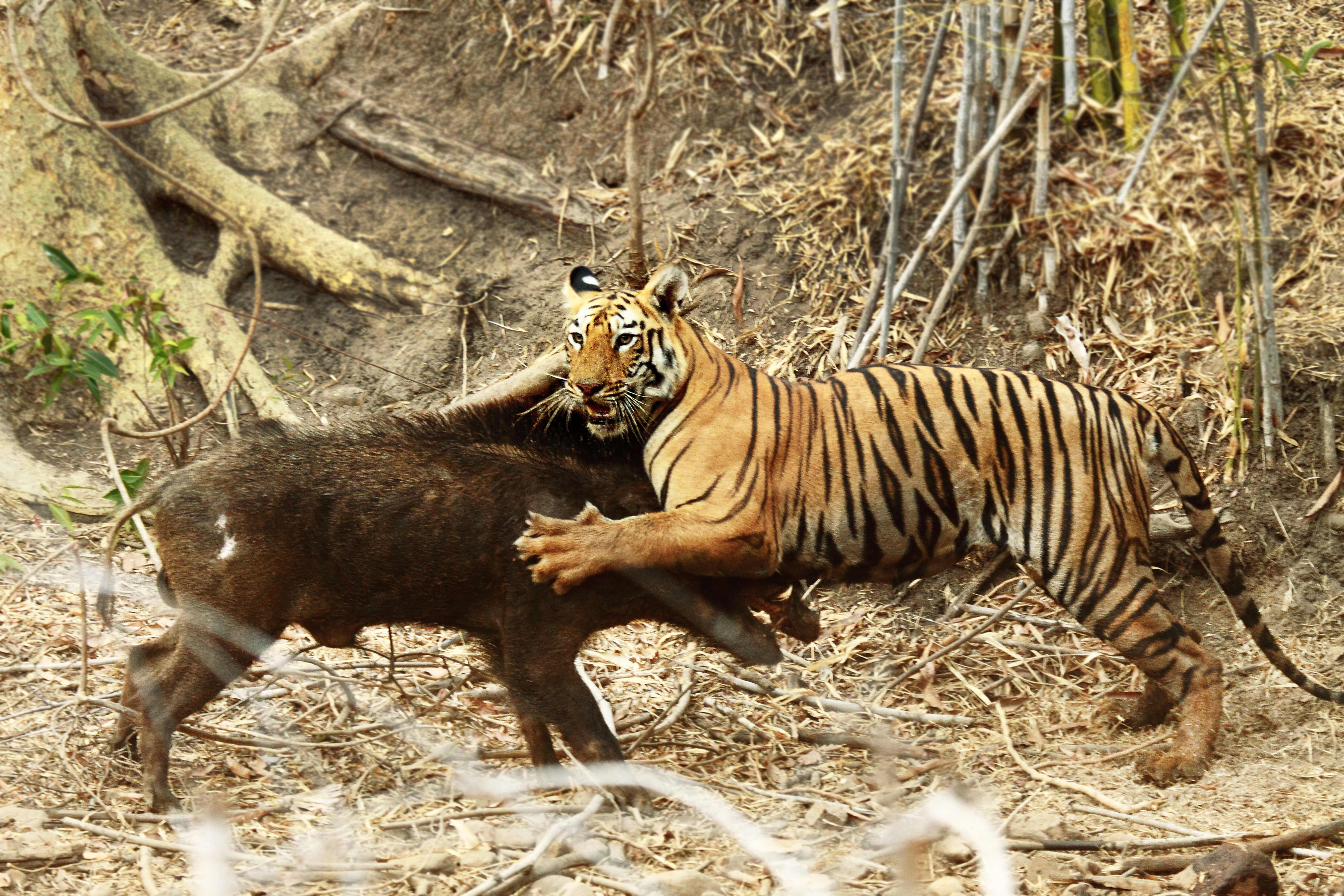
Hổ Bengal tấn công lợn rừng Ấn Độ ở vườn quốc gia Tadoba

Hổ thường không săn bắt voi châu Á và tê giác Ấn Độ nhưng đã có các sự cố được báo cáo. Thường xuyên hơn, đó là những con non dễ bị tổn thương hơn có thể bị hổ tấn công. Tuy nhiên, đôi khi tê giác trưởng thành thực tế đã trở thành nạn nhân của hổ, như đã được ghi nhận trong ít nhất ba sự cố riêng biệt. Hổ đã được báo cáo là tấn công và giết chết những con voi được thợ săn cưỡi trong khi săn hổ trong thế kỷ 19. Khi ở gần con người, hổ đôi khi cũng sẽ săn những loài vật nuôi trong nhà như gia súc, ngựa và lừa. Những con hổ già hoặc bị thương, không thể bắt được con mồi hoang dã, có thể trở thành những kẻ ăn thịt người; mô hình này đã tái diễn thường xuyên trên khắp Ấn Độ. Một ngoại lệ là ở Sundarbans, nơi những con hổ khỏe mạnh thường tấn công ngư dân và dân làng đi tìm kiếm lâm sản, khiến con người từ đó tạo thành một phần nhỏ trong chế độ ăn của hổ.
Hổ là loài ăn khỏe nhất trong họ nhà mèo và cũng là loài động vật rất phàm ăn, chúng có nhu cầu tiêu thụ thức ăn hàng ngày rất lớn. Những ước tính cho thấy, trung bình mỗi năm, một con hổ cần săn được 50 con hươu hoặc lợn rừng để cung cấp đủ nguồn thực phẩm cho sự tồn tại của chúng. Trong đó một con hổ có kích thước trung bình có thể ăn tới 27 kg thịt mỗi bữa. Hổ Bengal có thể ăn tới khoảng 30 kg (66 lb) thịt một ngày. Mặc dù rất phàm ăn, khả năng nhịn đói của hổ khá tốt. Một con hổ có thể ăn tới 20–30 kg một ngày và có thể nhịn ăn khoảng vài ngày, ngoài ra một con hổ trưởng thành có thể đi lang thang tới hai tuần mà không cần ăn, sau đó có thể tiêu thụ đến 34 kg (75 lb) thịt cùng một lúc. Trong điều kiện nuôi nhốt, hổ trưởng thành được cho ăn 3 đến 6 kg (6,6 đến 13,2 lb) thịt các loại như thịt lợn, thịt gà, thịt bò mỗi ngày (nhiều vườn thú cho hổ ăn 5 kg thịt một ngày, trong đó, có 4 kg thịt bò bắp, hoặc thăn và 1 kg sườn lợn, nếu hổ đến giai đoạn hổ trưởng thành thì có thể cho ăn các loại đầu, chân, cánh gà). Mỗi ngày, một con hổ trưởng thành có thể ăn 10 kg thịt bò.

### Phương pháp săn mồi và chiến đấu

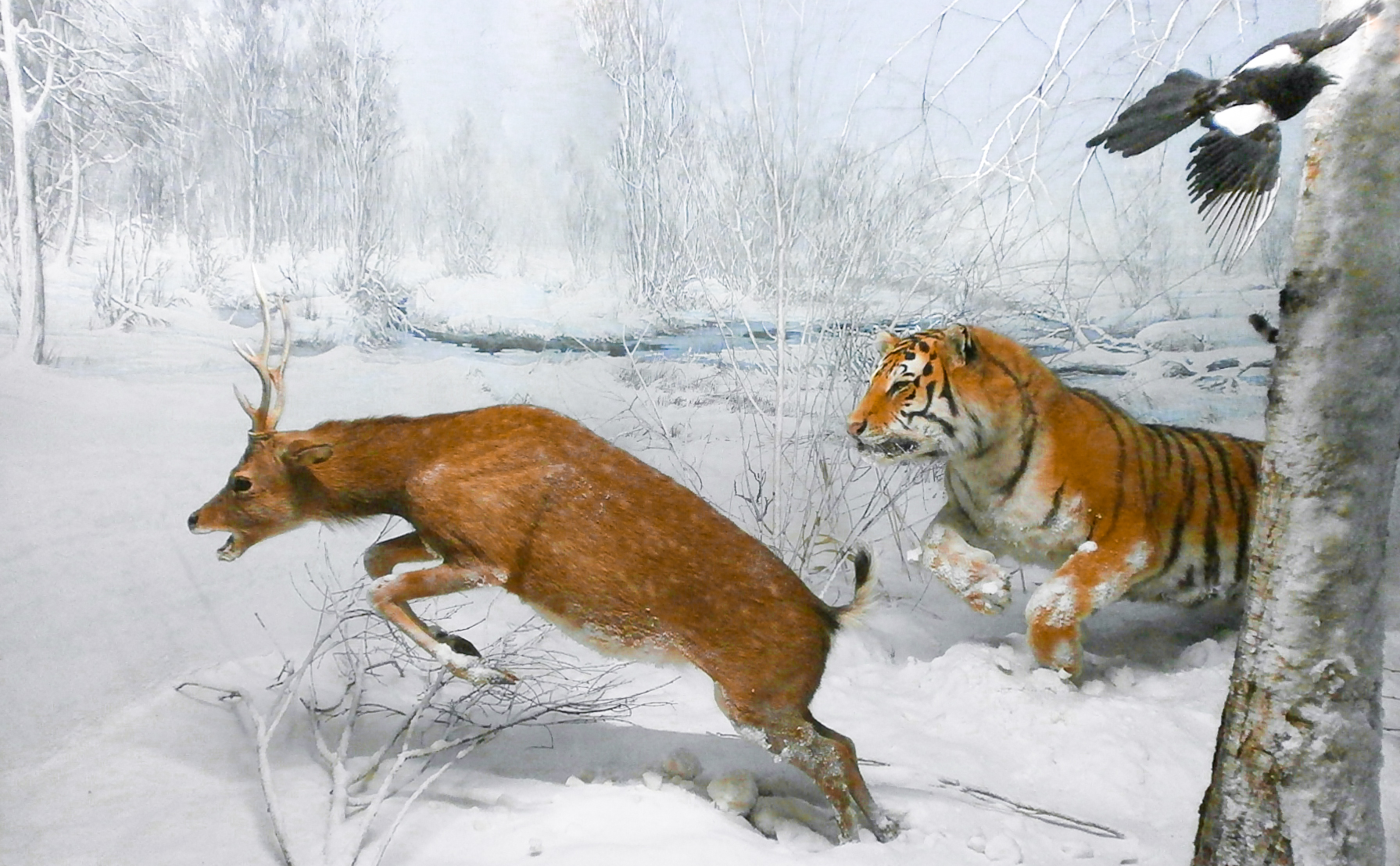
Một con hổ đang rượt vồ một con hươu

Trong tự nhiên, hổ là loài động vật thuộc nhóm động vật ăn thịt đầu bảng, với thân thể to lớn, tính hung hãn dữ tợn, bộ lông vằn vện, hàm răng khỏe, móng vuốt nguy hiểm, sức mạnh, bản lĩnh, tính kiên trì và tốc độ chạy khá tốt (cao nhất lên đến 65 km/h) nên hổ được mệnh danh là chúa sơn lâm và ít khi có kẻ thù tự nhiên. Những con hổ được cho là chủ yếu là động vật săn mồi về đêm, nhưng ở những khu vực mà con người không hiện diện, những thiết bị điều khiển từ xa và bẫy camera đã ghi lại cảnh chúng săn mồi vào ban ngày. Hổ săn mồi theo kiểu rình và vồ, chế ngự con mồi của chúng từ mọi góc, thông thường từ những cuộc tập kích và bất ngờ cắn vào cổ, thông thường là để làm gãy cột sống hay khí quản của con mồi, hay làm tổn thương tĩnh mạch hoặc động mạch chủ. Là một con thú bơi lội giỏi, hổ có khả năng giết chết con mồi ngay cả khi chúng đang bơi. Một số con hổ thậm chí phục kích cả các con thuyền để bắt người hay cá của họ. 

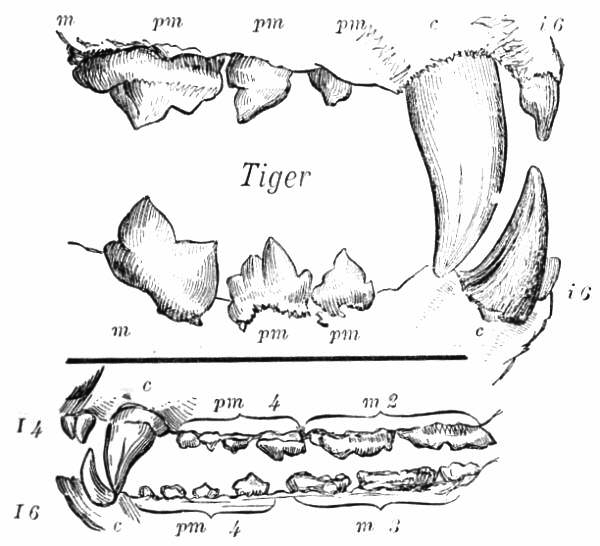
Răng nanh của hổ (ở trên) và gấu đen châu Á (bên dưới). Những chiếc răng nanh lớn của hổ giúp những cú cắn của chúng trở nên uy lực và dùng để xé thịt con mồi.

Hổ săn mồi thích nơi có lùm cây để ẩn nấp, tấn công bất ngờ, nhưng khi đùa giỡn, hành hạ con mồi thì nó tìm nơi đất trống Khi săn mồi, hổ tiếp cận con mồi một cách rón rén, tận dụng những thân cây, bụi rậm, mỏm đá để ẩn mình và hiếm khi chúng rượt đuổi con mồi từ xa. Chúng di chuyển một cách cẩn trọng và nhẹ nhàng không gây ra tiếng động, ép sát thân xuống đất để con mồi khó phát hiện được. Khi áp sát con mồi thì hổ khống chế con mồi từ mọi góc độ, trong đó có hai phương pháp chính là tấn công từ đằng sau và cắn vào cổ để làm gãy cột sống hoặc cắn vào khí quản của con mồi, hoặc làm tổn thương tĩnh mạch, động mạch cảnh. Đối với những loài thú nhỏ, cân nặng chưa bằng một nửa trọng lượng cơ thể của con hổ, thì chúng giết con mồi bằng cách cắn vào gáy, chúng sẽ dùng răng nanh kẹp chặt đốt xương cổ, dùng sức mạnh của hàm bẻ gãy xương cổ, tách chúng ra khỏi tủy sống. Đối với những con mồi lớn hơn, chúng thường cắn vào cổ họng và sử dụng chân trước mạnh mẽ của chúng để giữ chặt con mồi, thường đồng thời vật lộn nó xuống đất. Hổ vẫn cắn chặt cổ con mồi cho đến khi mục tiêu của chúng chết vì bị nghẹt thở. Bằng phương pháp này, bò tót và trâu nước nặng hơn một tấn đã bị giết bởi những con hổ nặng chỉ bằng một phần sáu trọng lượng của chúng. Mặc dù hổ có thể giết chết những con trưởng thành khỏe mạnh, nhưng hổ thường chọn những con bê hoặc con non của những loài có kích thước rất lớn. Những con mồi trưởng thành khỏe mạnh như bò tót, voi, tê giác có thể nguy hiểm cho chúng để có thể giải quyết; vì sừng, chân và ngà dài, mạnh đều có khả năng gây tử vong cho hổ. Không có loài săn mồi nào lại thường xuyên tự mình bắt những con mồi lớn như vậy. Tỷ lệ săn mồi thành công của hổ không cao, trung bình 20 lần đi săn mới được một lần thành công.
Sau khi giết chết con mồi, đôi khi hổ kéo mồi đi để che giấu nó trong lớp phủ thực vật, thường kéo nó bằng cách lấy miệng của chúng ngậm tại vị trí của vết cắn. Điều này cũng có thể đòi hỏi sức mạnh thể chất tuyệt vời. Trong một trường hợp, sau khi một con hổ giết chết một con bò tót trưởng thành, nó đã được quan sát để kéo xác con mồi khổng lồ trên một khoảng cách 12 m (39 ft). Khi 13 người đàn ông đồng thời cố gắng kéo cùng một con vật xấu số này sau đó, họ đã không thể di chuyển được nó.
Đối với việc tấn công con người, hổ không thường xuyên xâm nhập vào khu định cư của con người mà thường chọn giải pháp phục kích  Hổ là loài cực kỳ tinh khôn, có khi nó nằm lỳ giả chết cả ngày. Đối với những con hổ còn non thì chúng lại hung hăng, liều lĩnh hơn, sẵn sàng săn mồi bất kỳ lúc nào, kể cả vào ban ngày nhưng trái ngược lại, những con hổ lớn lại tỏ ra đặc biệt tinh ranh, ban ngày, chúng nằm im bất động, chờ đến tối mới bắt đầu cuộc săn mồi. Những con mồi mà hổ chọn thường được theo dõi rất kỹ. Sau khi đã xác định được mục tiêu, với một cú vồ nhanh như chớp, con mồi đã bị hạ gục mà không kịp kêu lên tiếng nào. Tuy nhiên, nếu bị con mồi phát hiện ra trước, hổ thường sẽ từ bỏ cuộc săn thay vì đuổi theo con mồi hoặc chiến đấu với nó.

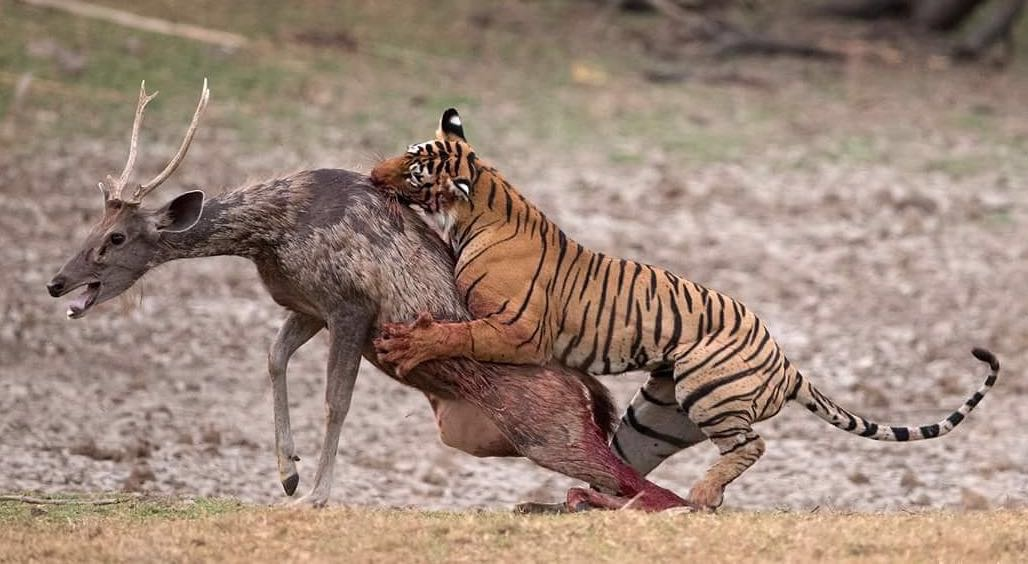
Hổ Bengal tấn công một con nai ở khu bảo tồn hổ Ranthambore

Thông thường những con hổ cái khi chọn tấn công con người thường tập kích một cách lén lút nhất là khi con người đang cúi xuống làm việc hoặc khi đang cắt cỏ, nhưng có thể nó sẽ thôi ý định này khi một người đã đứng thẳng. Hổ thường tấn công bất ngờ nạn nhân từ phía bên hoặc từ phía sau hoặc là tiếp cận hướng gió hoặc nằm trong chờ đợi theo hướng gió. nó sẽ tấn công người khi đơn độc, nó rất kiên nhẫn để chờ đợi điều này qua quá trình rình rập và đeo đuổi dai dẵng Thông thường hổ sẽ tấn công bất ngờ từ đằng sau, nếu con người bỏ chạy nó sẽ đuổi theo vồ, hổ luôn luôn có những cú vồ đầy chết chóc. Khi con người chống lại và đối mặt, nó sẽ gườm và thủ thế, lấy đà chụp mồi, nếu nó đập đuôi bên phải, sẽ phóng về bên trái, và ngược lại, vồ thẳng thì đuôi duỗi thẳng, khi hổ tấn công mục tiêu, chúng sẽ vọt tới vồ đối thủ hoặc vụt dậy tát mạnh bằng bàn chân trước, hổ sẽ thực hiện một cú tát, cú tát của hổ có thể hổ sẽ khiến cổ trâu, bò phải gãy, trẹo đi, hoặc làm vỡ sọ của một con gia súc, gãy lưng của một con gấu lười hay dễ dàng lấy mạng của một con sói lửa. Thường trước khi hổ tấn công, nó sẽ khom người xuống lấy tấn định phi tới, khi vồ hụt, chúng sẽ dừng ít giây chuẩn bị cho một cú vồ khác.
Khi giao đấu với người có mang theo vũ khí thì hổ luôn muốn đoạt vũ khí của người rồi mới dùng chân tát một cú chí mạng hay vồ đến cắn xé. Lúc muốn đoạt vũ khí, chúng sẽ giương vuốt và chồm lên, hổ thường tấn công theo kiểu lao lên không trung rồi phóng xuống chụp mồi, nên nó rất sợ có vật nhọn giương lên trời. Trong khi chiến đấu hổ còn có một tuyệt chiêu mà giới võ học gọi là thế trâu vằng với việc con hổ khi chiến đầu thường nằm ngửa, chổng bốn chân lên trời để thế để lừa giết con mồi, nếu con người sơ ý nhảy vào tấn công là sẽ bị tấn công bằng một đòn chí mạng  Hổ còn táo tợn dám tấn công cả con người khi đang cưỡi voi. Mặc dù con hổ thường tránh voi, nhưng nó có thể nhảy vọt và phóc lên lưng voi để tấn công người quản tượng cưỡi trên lưng voi. Hổ còn là mãnh thú hoang dã nguy hiểm nhất đối với các con vật khác cũng như với con người, một con hổ có thể tấn công, giết chết 3-4 người đang sức thanh niên như thường.

### Thiên địch cạnh tranh

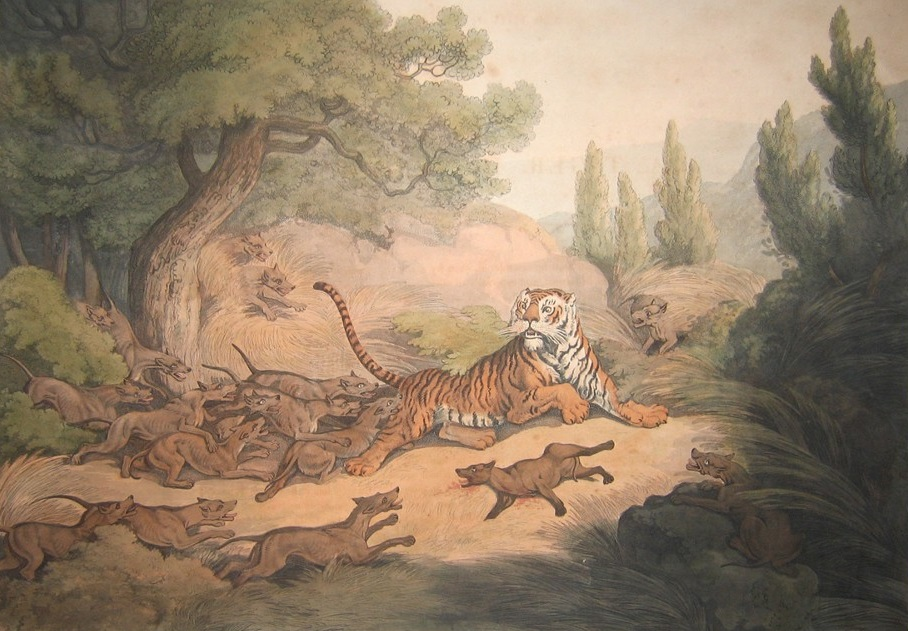
Một bức tranh minh họa cảnh hổ bị đàn sói đỏ tấn công

Những con hổ thường thích ăn con mồi mà chúng tự bắt được, nhưng chúng cũng không bỏ qua việc ăn xác thối trong những lúc khan hiếm thức ăn và thậm chí có thể cướp con mồi từ những động vật ăn thịt lớn khác. Mặc dù các động vật ăn thịt thường tránh nhau, nhưng nếu một con mồi bị tranh chấp hoặc gặp phải đối thủ cạnh tranh nghiêm trọng, việc thể hiện sự gây hấn là phổ biến ở hổ. Nếu những điều này là không đủ, các xung đột có thể trở nên bạo lực; hổ có thể giết chết các đối thủ cạnh tranh như báo hoa mai, sói đỏ, linh cẩu vằn, chó sói, gấu, trăn và cá sấu. Hổ cũng có thể giết và ăn thịt các đối thủ này. Tấn công vào những kẻ săn mồi nhỏ hơn, chẳng hạn như lửng, linh miêu và cáo, gần như chắc chắn là vì mục đích săn mồi. Trong khi đó, cá sấu, gấu và bầy sói đỏ có số lượng lớn có thể chiến thắng trong các cuộc xung đột với hổ và trong một số trường hợp thậm chí giết chúng.
Báo hoa mai thường tránh sự cạnh tranh với hổ bằng cách săn mồi vào những thời điểm khác nhau trong ngày và săn những con mồi khác nhau. Trong Công viên quốc gia Nagarhole của Ấn Độ, hầu hết các con mồi được báo lựa chọn là từ 30 đến 175 kg (66 đến 386 lb) so với sở thích con mồi nặng hơn 176 kg (388 lb) của những con hổ. Trọng lượng con mồi trung bình ở hai con mèo lớn tương ứng ở Ấn Độ là 37,6 kg (83 lb) so với 91,5 kg (202 lb). Với con mồi tương đối dồi dào, hổ và báo được nhìn thấy cùng tồn tại thành công mà không có sự loại trừ cạnh tranh hoặc phân cấp thống trị giữa các loài có thể phổ biến hơn đối với đồng cỏ châu Phi, nơi con báo tồn tại cùng với sư tử. Chó rừng vàng có thể là con mồi không thường xuyên khác của hổ. Những con hổ dường như cư trú ở những phần sâu của một khu rừng trong khi những kẻ săn mồi nhỏ hơn như báo và sói đỏ được đẩy lại gần rìa.

## Sinh sản và vòng đời

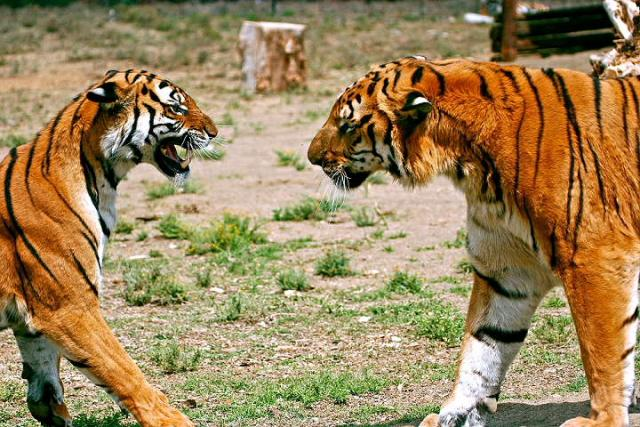
Hai con hổ cái (bên trái) và hổ đực (bên phải), hổ cái có vóc dáng nhỏ hơn hổ đực nhưng đanh đá hơn, hổ đực to lớn nhưng điềm tĩnh hơn và chúng thường tỏ ra dịu dàng với con cái trong thời kỳ trăng mật

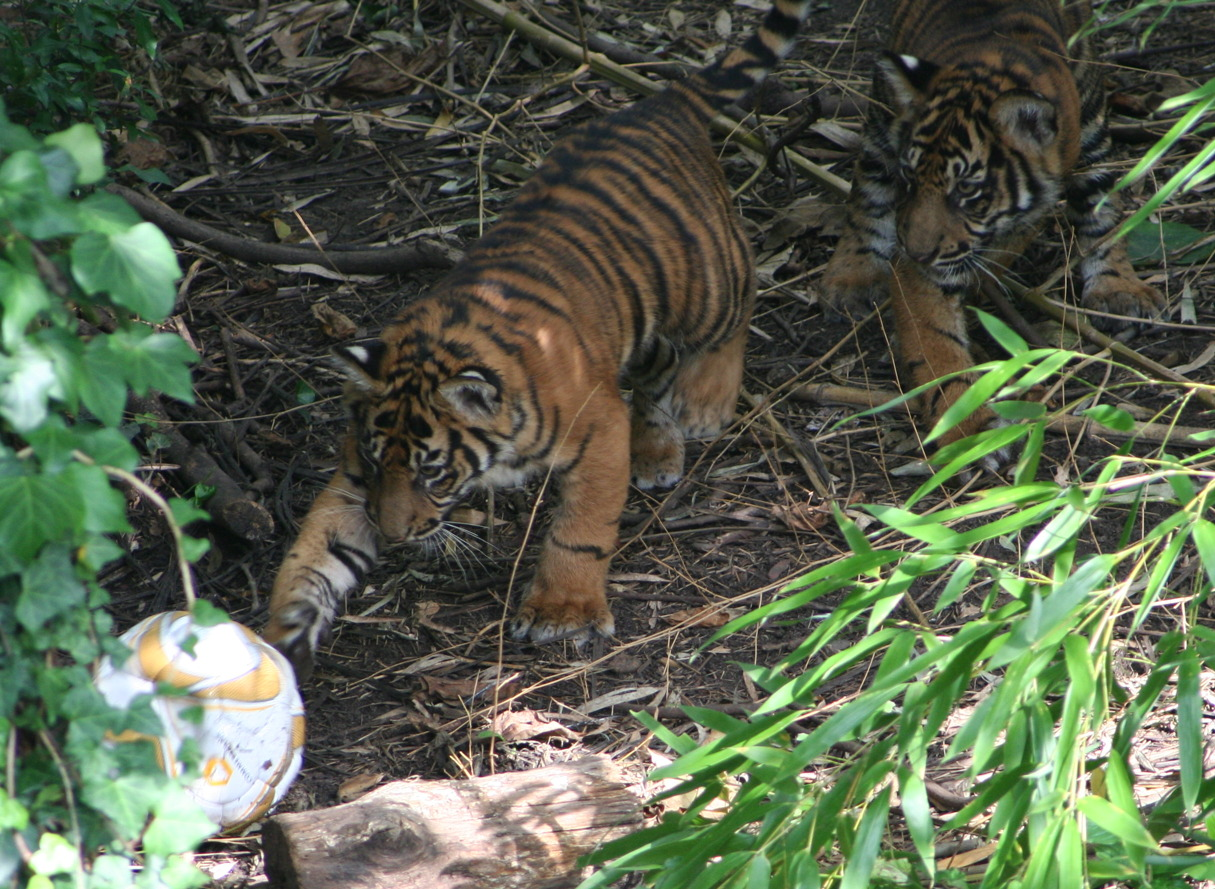
Hai con hổ con đang chơi bóng tại vườn thú Frankfurt

Hổ là loài độc cư, chỉ đến thời kỳ giao phối chúng mới đến sống cùng nhau. Thông thường những hổ đực có tính trăng hoa, còn các con hổ cái thì lại khá chung tình nhưng rất kén chọn trong việc lựa chọn bạn tình. Độ tuổi phát dục của loài hổ tương đối giống nhau. Hổ cái khoảng 3 tuổi rưỡi, còn hổ đực thì muộn hơn. Thời kỳ động dục của hổ diễn ra từ tháng 11 đến tháng 2 năm sau. Trong thời gian này, tiếng gầm của hổ rất vang, có thể đạt đến 2 km, xa hơn bình thường gấp nhiều lần để có thể quyến rũ bạn tình. Một con hổ 3 tuổi có thể giao phối và sinh sản, hổ cái mang thai khoảng 102-106 ngày. Mỗi lứa sinh khoảng từ 2-4 con, hổ con mới sinh nặng từ 780 đến 1.600 g (1,72 đến 3,53 lb).
Khả năng tử vong của hổ con khi chào đời tương đối cao, khi sinh hổ con không thể nhìn. Chúng mở mắt khi được sáu đến 14 ngày tuổi. Răng sữa của chúng đột phá ở tuổi khoảng hai tuần. Chúng bắt đầu ăn thịt ở tuổi tám tuần. Vào khoảng thời gian này, con cái thường chuyển chúng sang một nơi mới. Chúng có thể thực hiện các cuộc đi săn ngắn với mẹ của chúng, mặc dù chúng không đi với con cái khi nó đi lang thang cho đến khi chúng lớn lên. Giới khoa học tin rằng những đốm trắng ở mặt sau của tai hổ là dấu hiệu chỉ dẫn để hổ con có thể bám theo mẹ. Con cái cho con bú trong năm đến sáu tháng. Trong khoảng thời gian chúng được cai sữa, chúng bắt đầu đi cùng mẹ trên những chuyến đi trong lãnh thổ và được dạy cách săn mồi.
Một con non chiếm ưu thế xuất hiện ở hầu hết các lứa, thường là con đực. Đàn con chiếm ưu thế hơn so với anh chị em của nó và dẫn đầu trong trò chơi của chúng, cuối cùng rời khỏi mẹ và trở nên độc lập sớm hơn. Các con hổ con bắt đầu tự săn mồi sớm nhất ở tuổi 11 tháng và trở nên độc lập vào khoảng 18 đến 20 tháng tuổi. Chúng tách khỏi mẹ khi được hai đến hai tuổi rưỡi, nhưng vẫn tiếp tục phát triển cho đến năm tuổi. Con cái đạt đến độ chín về tình dục ở ba đến bốn năm, trong khi con đực ở bốn đến năm tuổi. Những con hổ đực lang thang không liên quan thường giết chết đàn con để khiến con cái dễ tiếp nhận, vì hổ cái có thể sinh ra một lứa khác trong vòng năm tháng nếu những con của lứa trước bị mất. Tỷ lệ tử vong của hổ con là khoảng 50% trong hai năm đầu. Rất ít loài săn mồi khác dám tấn công đàn hổ con do sự tận tâm và hung dữ của hổ mẹ. Ngoài con người và những con hổ khác, nguyên nhân phổ biến gây tử vong của đàn con là chết đói, đóng băng và những tai nạn.
Quá trình làm quen và cặp đôi của hổ phức tạp và lâu. Trong suốt mấy tháng ròng, những con hổ đực phải lang thang khắp nơi để tìm cho được người bạn tình. Một hổ cái có thể có đến 4-5 hổ đực theo đuổi, do đó trong tự nhiên thường xảy ra những trận huyết chiến giữa những con hổ đực là đối thủ cạnh tranh giành hổ cái và con hổ nào thực sự đủ mạnh để chiến thắng các đối thủ cạnh tranh mới giành quyền giao phối với con cái, nhiều con hổ đực có thể bị thương nặng hoặc tử vong. Đây chỉ là một phần của cuộc chiến vì kẻ chiến thắng vẫn có thể bị từ chối bằng những phản ứng rất dữ dội từ con hổ cái vì chưa ưng ý. Để chiều lòng hổ cái, những con hổ đực còn phải săn mồi đem về cho con hổ cái ăn. Khi hai con hổ gặp nhau, rồi lại tách ra. Nếu hổ cái vẫn ăn uống, vui đùa, không có biểu hiện gì xảy ra, thì coi như nó không thích con hổ đực đó, còn nếu nó ngẩn ngơ, lầm lì, thậm chí bỏ ăn, thì đó là biểu hiện sự quyến luyến con hổ đực còn khi hổ cái lên cơn động dục, thì hổ đực cũng sẽ cảm thấy rất bức xúc, chúng gầm gừ dữ dội, đi loại loanh quanh và thòi hẳn dương vật hổ ra ngoài.
Các con hổ cai khi động dục thường phát ra tiếng kêu hưng phấn, chủ động tiếp cận hổ đực. Các cặp tình nhân hổ cũng không bao giờ vội vàng. Trước khi làm tình, hổ đực và hổ cái bao giờ cũng có thói quen ngửi mùi của nhau, chúng phì phò gạ gẫm nhau. Sau khi hổ cái dụi má, cọ mông vào bạn tình, khi cơn động đực diễn ra thì con hổ cái đi tiểu bắn ra một thứ nước trắng đục như nước vo gạo và ngồi úp bụng xuống. Sau đó, hổ đực mới từ từ đi ra phía sau hổ cái và cuộc làm tình bắt đầu, hổ đực phi lên lưng, ngoạm vào gá, co chân và giao phối. Hổ cái thường có thói quen phát ra tiếng kêu hưng phấn và kích động trong khi đang ân ái với bất cứ chú hổ đực nào. Còn hổ đực lại có thói quen cắn nhẹ vào phần đầu và gáy của hổ cái, sau đó dù con hổ đực dũng mãnh nhất cũng ngay lập tức phải thối lui sau khi lần giao phối kết thúc vì con hổ cái rất dữ dằn.
Thông thường thì các cặp hổ thường làm tình với nhau vào buổi sáng sớm trong lành và yên tĩnh. Mỗi ngày, chúng gặp khoảng 2-3 lần, mỗi lần cách nhau khoảng 15 phút, cuộc tình giữa một cặp hổ kéo dài trong khoảng 3-5 ngày, cuộc giao phối giữa một cặp hổ kéo dài không quá một phút. Tổng cộng, mỗi ngày, 24 giờ, chúng quan hệ khoảng 30 lần trong 2 tiếng chúng chỉ quan hệ được với nhau 5-7 lần. Có thể thấy, loài hổ chưa bao giờ là loài vật mạnh mẽ trong chuyện sinh lý chúng chỉ giỏi nanh sắc vuốt nhọn, không hề có thế mạnh trong quan hệ và trên phương diện này chúng thua xa sư tử.
Sau thời gian này, nếu hổ cái có biểu hiện gầm ghè đuổi con hổ đực đi thì có nghĩa là nó đã đậu thai và có mang. Hổ cái 1-2 năm mới sinh nở một lần, mỗi lần mang thai kéo dài 105 ngày, mỗi lần mang thai từ 1-5 hổ con, thông thường thì chỉ có hai con. Hổ mẹ chịu trách nhiệm nuôi nấng hổ con cho đến khi hổ con trưởng thành, thông thường khoảng thời gian này là 3 năm. Hổ đực sau cuộc tình thường trở về với lãnh địa của mình và tìm kiếm một con hổ cái mới. Cũng có trường hợp người ta thấy hổ đực cùng vợ và các con sống cùng nhau thành một gia đình hổ. Tuy nhiên, trường hợp này rất hiếm. Hổ thông thường chỉ sống khoảng từ 10-15 năm trong môi trường hoang dã. Trong điều kiện nuôi nhốt, chúng có thể sống đến 20 năm. Con hổ bị nuôi nhốt sống thọ nhất được ghi nhận là 26 năm.

## Bảo tồn
| Quốc gia   | Ước tính |
| ---------- | -------- |
| Bangladesh | 106      |
| Bhutan     | 103      |
| Campuchia  | 0        |
| Trung Quốc | >7       |
| Ấn Độ      | 2,226    |
| Indonesia  | 371      |
| Lào        | 2        |
| Malaysia   | 250      |
| Myanmar    | không rõ |
| Nepal      | 198      |
| Nga        | 433      |
| Thái Lan   | 189      |
| Việt Nam   | <5       |
| Tổng cộng  | 3,890    |

Vào những năm 1990, một cách tiếp cận mới về bảo tồn hổ đã được phát triển: Các đơn vị bảo tồn hổ (TCU), là các môi trường sống có khả năng bảo tồn quần thể hổ trong 15 loại môi trường sống trong năm vùng sinh học. Tổng cộng 143 TCU đã được xác định và ưu tiên dựa trên kích thước và tính toàn vẹn của môi trường sống, áp lực săn trộm và tình trạng dân số. Chúng có kích thước từ 33 đến 155.829 km2 (13 đến 60.166 dặm vuông).
Năm 2016, một ước tính về quần thể hổ hoang dã toàn cầu với khoảng 3.890 cá thể đã được trình bày trong Hội nghị Bộ trưởng Châu Á lần thứ ba về Bảo tồn hổ. WWF sau đó tuyên bố rằng số lượng hổ hoang dã trên thế giới đã tăng lần đầu tiên trong một thế kỷ.
Các mối đe dọa chính đối với hổ bao gồm phá hủy môi trường sống, phân mảnh môi trường sống và săn trộm lông và các bộ phận cơ thể, đồng thời đã làm giảm đáng kể quần thể hổ trong tự nhiên. Ở Ấn Độ, chỉ có 11% môi trường sống của hổ lịch sử còn lại do sự phân mảnh môi trường sống. Nhu cầu về các bộ phận của hổ để sử dụng trong y học cổ truyền Trung Quốc cũng được coi là mối đe dọa chính đối với quần thể hổ. Vào đầu thế kỷ 20, người ta ước tính có hơn 100.000 con hổ trong tự nhiên, nhưng số lượng đã giảm dần bên cạnh những cá thể bị giam cầm từ 1.500 đến 3.500 con. Một số ước tính cho thấy rằng có ít hơn 2.500 cá thể nhân giống trưởng thành, không có quần thể phụ có chứa hơn 250 cá thể trưởng thành. Quần thể hổ hoang dã toàn cầu được Quỹ Thiên nhiên Thế giới ước tính là 3.200 vào năm 2011 và 3.890 trong năm 2015, Vox đã báo cáo rằng đây là lần tăng đầu tiên trong một thế kỷ. 

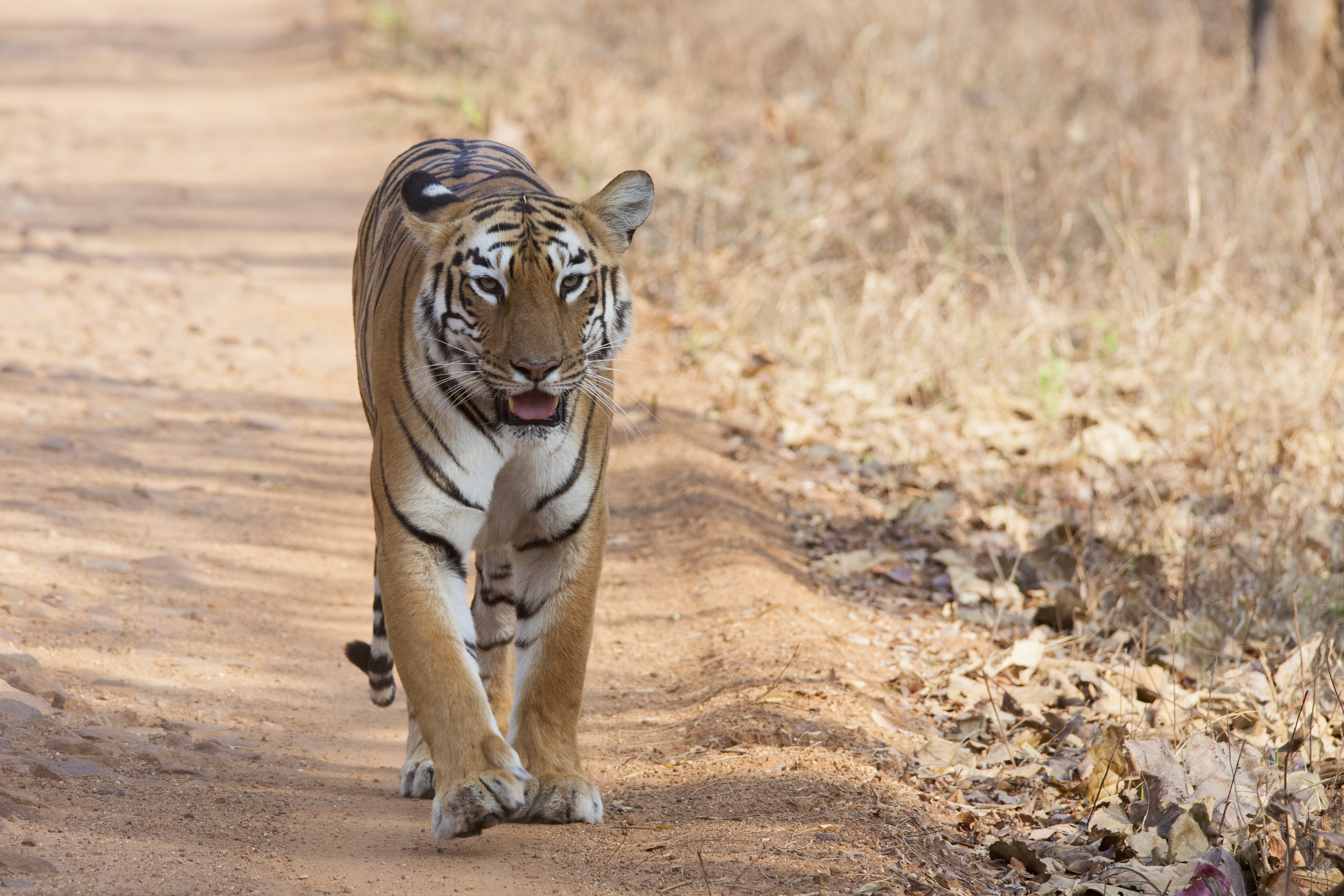
Một con hổ cái ở khu bảo tồn hổ Tadora Andhari

Ấn Độ là nơi có quần thể hổ hoang dã lớn nhất thế giới. Một cuộc điều tra năm 2014 ước tính quần thể có 2.226 con, tăng 30% kể từ năm 2011. Năm 1973, Dự án Hổ của Ấn Độ, do cố thủ tướng Indira Gandhi khởi xướng, đã thành lập nhiều khu bảo tồn hổ. Dự án được cho là đã tăng gấp ba số lượng hổ hoang dã từ khoảng 1.200 vào năm 1973 đến hơn 3.500 vào những năm 1990, nhưng một cuộc điều tra dân số năm 2007 cho thấy số lượng đã giảm xuống còn khoảng 1.400 con hổ vì bị săn trộm. Sau báo cáo, chính phủ Ấn Độ đã cam kết 153 triệu đô la cho sáng kiến này, thiết lập các biện pháp chống săn trộm, hứa sẽ tài trợ cho 200.000 dân làng để giảm tương tác giữa người và hổ, và thiết lập tám khu bảo tồn hổ mới. Ấn Độ cũng du nhập hổ vào Khu bảo tồn hổ Sariska và đến năm 2009, người ta cho rằng nạn săn trộm đã bị ngăn ngừa hiệu quả tại Công viên quốc gia Ranthambore. 

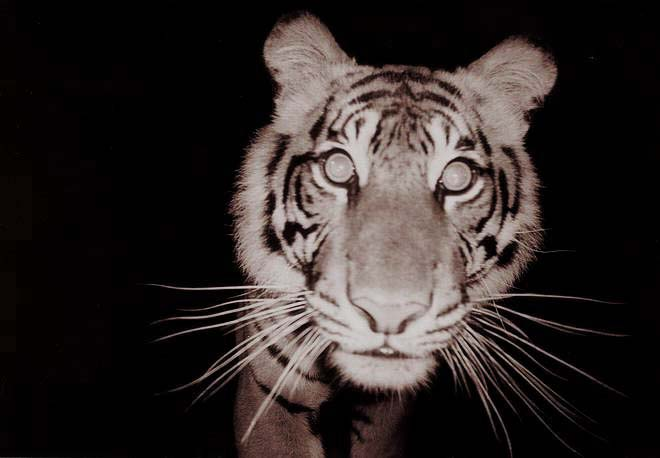
Bẫy camera hiển thị một con hổ Sumatra

Vào những năm 1940, hổ Siberia đang trên bờ vực tuyệt chủng với chỉ khoảng 40 cá thể còn lại trong tự nhiên ở Nga. Do đó, các biện pháp kiểm soát chống săn trộm đã được Liên Xô áp dụng và một mạng lưới các khu vực được bảo vệ (zapondniks) đã được thiết lập, dẫn đến quần thể tăng lên hàng trăm con. Việc săn trộm một lần nữa trở thành một vấn đề vào những năm 1990, khi nền kinh tế Nga sụp đổ. Trở ngại chính trong việc bảo tồn các loài là lãnh thổ khổng lồ mà hổ yêu cầu (tối đa 450 km2 cần thiết cho một con cái và nhiều hơn thế nữa cho một con đực). Những nỗ lực bảo tồn hiện tại được lãnh đạo bởi chính quyền địa phương và tổ chức phi chính phủ phối hợp với các tổ chức quốc tế, như Quỹ bảo vệ thiên nhiên thế giới và Hiệp hội bảo tồn động vật hoang dã. Việc loại trừ cạnh tranh của những con sói bởi những con hổ đã được các nhà bảo tồn Nga sử dụng để thuyết phục những người thợ săn chịu đựng những con mèo lớn. Những con hổ có tác động ít hơn đến quần thể móng guốc so với những con sói và có hiệu quả trong việc kiểm soát số lượng sau này. Vào năm 2005, người ta đã nghĩ rằng có khoảng 360 con hổ ở Nga, mặc dù chúng có rất ít sự đa dạng di truyền. Tuy nhiên, trong một thập kỷ sau đó, điều tra dân số về hổ Siberia được ước tính từ 480 đến 540 cá thể.
Trước đó đã từ chối phong trào bảo vệ môi trường do phương Tây lãnh đạo, Trung Quốc đã thay đổi lập trường vào những năm 1980 và trở thành một thành viên của hiệp ước CITES. Đến năm 1993, nước này đã cấm buôn bán các bộ phận của hổ và điều này đã làm giảm việc sử dụng xương hổ trong y học cổ truyền Trung Quốc. Người dân Tây Tạng buôn bán da hổ cũng là một mối đe dọa đối với hổ. Những chiếc áo lót được sử dụng trong quần áo, áo chuba làm bằng da hổ được mặc như thời trang. Vào năm 2006, Đức Đạt Lai Lạt Ma thứ 14 đã bị thuyết phục để đưa ra vấn đề. Kể từ đó, đã có một sự thay đổi về thái độ, với một số người Tây Tạng công khai đốt chubas của họ.
Năm 1994, Chiến lược bảo tồn hổ Sumatra của Indonesia đã giải quyết cuộc khủng hoảng tiềm tàng mà hổ phải đối mặt ở Sumatra. Dự án hổ Sumatra (STP) được khởi xướng vào tháng 6 năm 1995 tại và xung quanh Vườn quốc gia Way Kambas để đảm bảo khả năng tồn tại lâu dài của hổ Sumatra hoang dã và tích lũy dữ liệu về đặc điểm lịch sử của hổ trong việc quản lý các quần thể hoang dã. Đến tháng 8 năm 1999, các đội của STP đã đánh giá 52 địa điểm sinh sống của loài hổ tiềm năng ở tỉnh Lampung, trong đó chỉ có 15 khu vực này còn nguyên vẹn để bảo tồn hổ. Trong khuôn khổ của STP, một chương trình bảo tồn dựa vào cộng đồng đã được thực hiện để ghi lại dân số con người trong vườn quốc gia nhằm cho phép các cơ quan bảo tồn giải quyết xung đột giữa người và hổ dựa trên cơ sở dữ liệu toàn diện thay vì giai thoại và ý kiến.
Hiệp hội bảo tồn động vật hoang dã và tập đoàn Panthera đã thành lập sự hợp tác của Tigerers Forever, với các khu vực thực địa bao gồm khu bảo tồn hổ lớn nhất thế giới, Thung lũng Hukaung 21.756 km2 (8.400 dặm vuông) ở Myanmar. Các khu bảo tồn khác nằm ở Ghats Tây ở Ấn Độ, Thái Lan, Lào, Campuchia, Viễn Đông của Nga có tổng diện tích khoảng 260.000 km2 (100.000 dặm vuông).
Hổ đã được nghiên cứu trong tự nhiên bằng nhiều kỹ thuật. Sô lượng hổ đã được ước tính bằng cách sử dụng phôi thạch cao của dấu chân của chúng, mặc dù phương pháp này bị chỉ trích là không chính xác. Các kỹ thuật gần đây hơn bao gồm việc sử dụng bẫy camera và nghiên cứu DNA từ phân hổ, trong khi việc đeo vòng vô tuyến đã được sử dụng để theo dõi hổ trong tự nhiên. Mùi nước tiểu của chúng đã được đánh giá là tốt hơn, là một nguồn DNA khả thi hơn so với phân.
Số lượng chính xác của hổ hoang dã là không rõ, vì nhiều ước tính là lỗi thời hoặc những cách đoán giáo dục; một vài ước tính dựa trên các cuộc điều tra khoa học đáng tin cậy. Bảng này cho thấy các ước tính theo tài khoản Sách đỏ IUCN và các chính phủ phạm vi quốc gia có từ năm 2009 đến tháng 4 năm 2016.

### Dự án tái du nhập

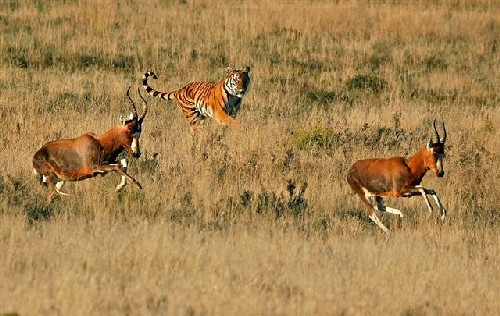
Một con hổ Hoa Nam được thả trở lại thiên nhiên đang săn Linh dương mặt trắng.

Năm 1978, nhà bảo tồn người Ấn Độ Billy Arjan Singh đã cố gắng thả một con hổ vào Công viên Quốc gia Dudhwa; đây là con hổ cái được nuôi nhốt tên Tara. Ngay sau khi con hổ được phóng thích, nhiều người đã bị giết và ăn thịt bởi một con hổ sau đó bị bắn. Các quan chức chính phủ tuyên bố đó là Tara, mặc dù Singh đã tranh luận điều này. Tranh cãi thêm đã nổ ra với việc phát hiện ra Tara là một phần của hổ Siberia.
Tổ chức "Cứu hổ Trung Quốc" đã cố gắng tái tạo những con hổ Hoa Nam, với một chương trình nhân giống và huấn luyện tại một khu bảo tồn Nam Phi được gọi là Khu bảo tồn Thung lũng Lão hổ (LVR) và cuối cùng giới thiệu chúng trở lại vùng hoang dã của Trung Quốc.
Một dự án xây dựng lại trong tương lai đã được đề xuất cho những con hổ Siberia được thiết lập lại cho công viên Pleistocene phía bắc nước Nga. Những con hổ Siberia được gửi đến Iran cho một dự án nuôi nhốt ở Tehran được thiết lập để tái tạo và du nhập lại trên bán đảo Miankaleh, để thay thế những con hổ Ba Tư đã tuyệt chủng.

## Quan hệ với con người

### Tấn công con người
Hổ vồ người hay hổ vồ chết người, hổ cắn chết người, hổ ăn thịt người là thuật ngữ chỉ những vụ hổ tấn công con người với nhiều nguyên nhân và các trường hợp khác nhau. Đây là một hình thức cực đoan và cực điểm của việc xung đột giữa con người và động vật hoang dã. Việc hổ tấn công người đã được ghi nhận từ lâu trong lịch sử đặc biệt là đối với các nước châu Á nơi phân bố của loài hổ. Nhiều sự kiện đã đi vào văn hóa dân gian của các nước như một nỗi ám ảnh khiếp đảm đến mức nhiều vùng miền có tục thờ hổ vì sợ bị hổ dữ làm hại. Ngày nay, nhiều vụ việc hổ tấn công con người do những sự cố, tai nạn xảy ra trong các vườn thú, rạp xiếc gây ra những vụ việc nổi cộm gây kinh hoàng trong dư luận. Do là loài động vật có bản tính hung dữ, hổ không thể bị thuần hóa mà chỉ có thể nuôi nhốt và huấn luyện.

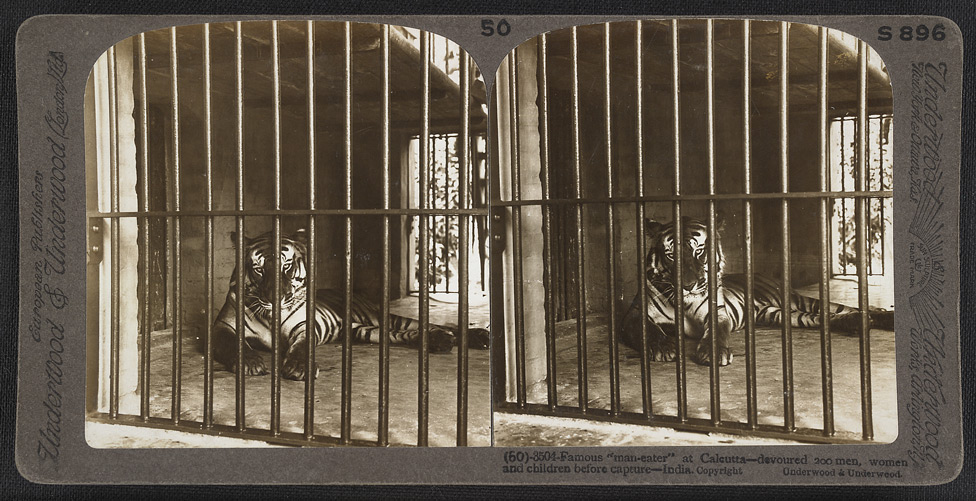
Bức ảnh lập thể (1903), có tên là "Kẻ ăn thịt người khét tiếng' ở Calcutta — chịu trách nhiệm cho cái chết của 200 người bao gồm cả đàn ông, phụ nữ và trẻ em, sau khi bị bắt

Những thống kê cho thấy hổ là con vật tấn công và gây thiệt mạng cho loài người nhiều hơn bất kỳ loài mèo lớn nào khác. Người ta ước tính rằng ít nhất đã có 373.000 người bị thiệt mạng do hổ vồ từ giai đoạn năm 1800 đến năm 2009. Phần lớn các cuộc tấn công xảy ra ở Nam Á và Đông Nam Á, ở Đông Nam Á, các cuộc tấn công giảm dần sau khi đạt đỉnh trong thế kỷ XIX, nhưng các cuộc tấn công ở Nam Á vẫn ở mức cao, đặc biệt là ở Sundarbans, tại đây hàng năm các con hổ đã vồ và giết chết khoảng 50 đến 250 người. Chỉ tính riêng giữa năm 1876 và năm 1912, những con hổ giết chết 33.247 người ở Ấn Độ lúc này là thuộc địa của Anh. Các cuộc tấn công xảy ra do hổ bị kích động, vì hổ chắc chắn tấn công sau khi chúng bị thương trong khi chính chúng bị săn đuổi. Ngoài ra, các cuộc tấn công đôi khi có thể do con người vô tình kích động chúng, vì khi con người làm bất ngờ hổ hoặc vô tình xuất hiện giữa mẹ và con của chúng. Thỉnh thoảng hổ xem con người là con mồi. Những cuộc tấn công như vậy là phổ biến nhất ở những khu vực có sự gia tăng dân số, khai thác gỗ và nuôi trồng đã gây áp lực lên môi trường sống của hổ và làm giảm con mồi hoang dã của chúng.
Hầu hết những con hổ ăn thịt người đều già, mất răng và không thể bắt được con mồi ưa thích của chúng. Ví dụ, con hổ cái Champawat, một con hổ được tìm thấy ở Nepal và sau đó là Ấn Độ, có hai chiếc răng nanh bị gãy. Nó chịu trách nhiệm cho khoảng 430 người chết, vụ tấn công được biết đến nhiều nhất bởi một động vật hoang dã, vào thời điểm nó bị bắn vào năm 1907 bởi thợ săn Jim Corbett. Theo Corbett, hổ tấn công con người là bình thường vào ban ngày, khi mọi người đang bận làm việc ngoài trời và không cảnh giác đề phòng. Những bài viết ban đầu của Corbett có xu hướng mô tả những con hổ ăn thịt người là hèn nhát vì chiến thuật phục kích của chúng. Hổ ăn thịt người là một vấn đề đặc biệt trong những thập kỷ gần đây ở Ấn Độ và Bangladesh, đặc biệt là ở Kumaon, Garhwal và vùng đầm lầy ngập mặn Sundarbans ở Bengal, nơi một số con hổ khỏe mạnh đã săn lùng con người.
Do mất môi trường sống nhanh chóng do biến đổi khí hậu, các cuộc tấn công của hổ đã gia tăng ở Sundarbans. Khu vực Sundarbans có 129 người chết vì hổ từ năm 1969 đến 1971. Trong 10 năm trước thời kỳ đó, khoảng 100 vụ tấn công mỗi năm ở Sundarbans, với mức cao khoảng 430 trong một số năm của thập niên 1960. Bất thường, trong một số năm ở Sundarbans, nhiều người bị hổ giết hơn là ngược lại. Năm 1972, sản lượng mật ong và sáp ong của Ấn Độ đã giảm 50% khi ít nhất 29 người thu thập các nguyên liệu này bị hổ ăn thịt. Vào năm 1986 tại Sundarbans, vì hổ hầu như luôn tấn công từ phía sau, mặt nạ có mặt người được đeo sau gáy, theo lý thuyết rằng hổ thường không tấn công nếu bị con mồi nhìn thấy. Điều này làm giảm số lượng các cuộc tấn công chỉ tạm thời. Tất cả các phương tiện khác để ngăn chặn các cuộc tấn công, chẳng hạn như cung cấp thêm con mồi hoặc sử dụng người giả điện khí hóa, hoạt động kém hiệu quả.
Năm 2018, chính quyền Ấn Độ đã sử dụng nước hoa Obsession của Calvin Klein, có chứa xạ hương, để cố gắng thu hút và do đó bẫy một con hổ hoang dã, được gọi là 'T-1', trước đó đã tấn công và giết chết hơn một chục người. Cuối cùng, con hổ đã bị giết để tự vệ, sau khi vẫn hung hăng tấn công những người đang cố gắng trấn an nó. Ít nhất 27 người đã bị giết hoặc bị thương nặng bởi những con hổ bị nuôi nhốt ở Hoa Kỳ từ năm 1998 đến 2001. Trong một số trường hợp, thay vì săn mồi, hổ tấn công con người dường như là để bảo vệ lãnh thổ trong tự nhiên. Ít nhất trong một trường hợp, một con hổ cái với đàn con của nó đã giết chết tám người vào lãnh thổ của mình mà không hề ăn thịt họ.

### Săn hổ

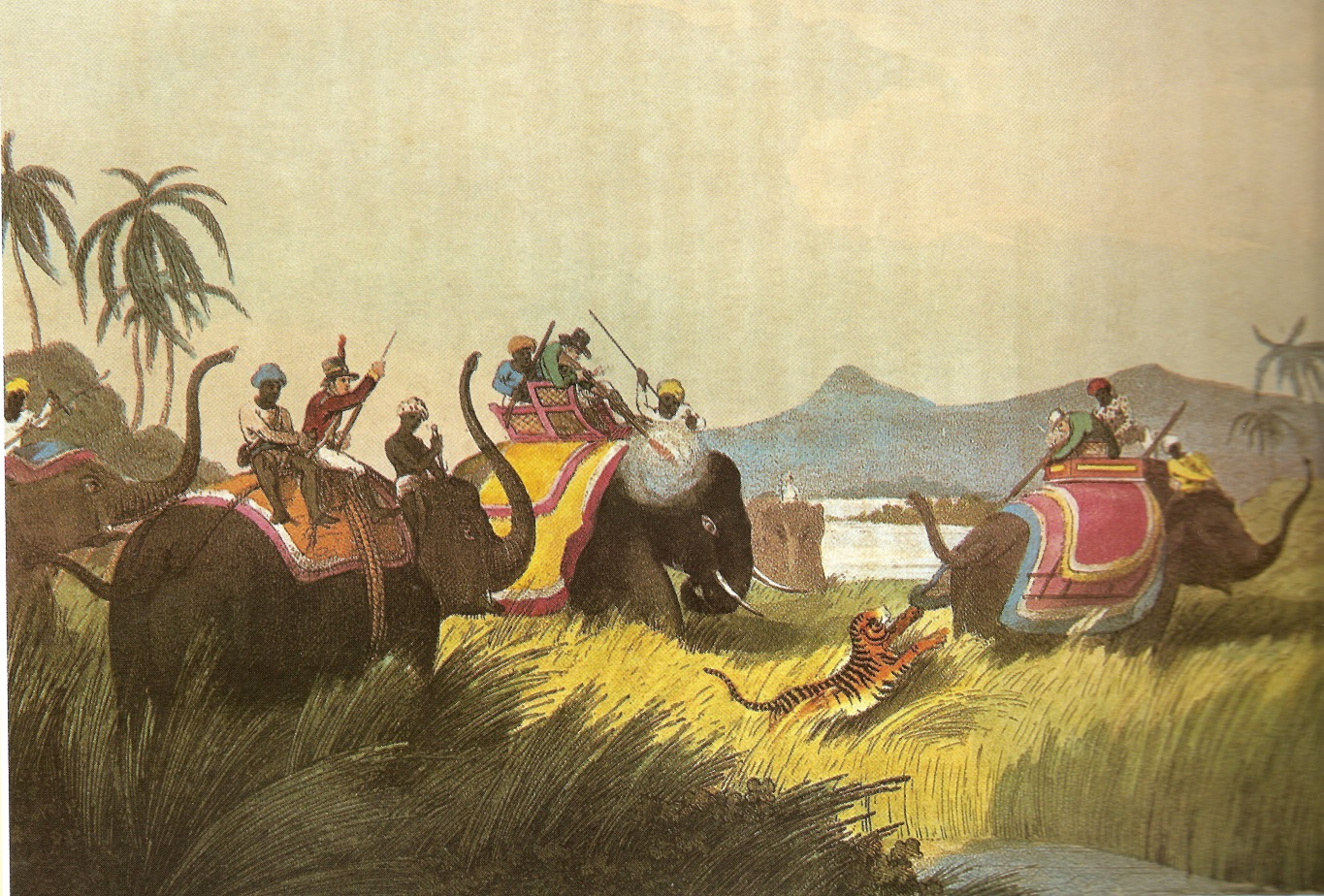
Săn hổ trên lưng voi ở Ấn Độ, 1808

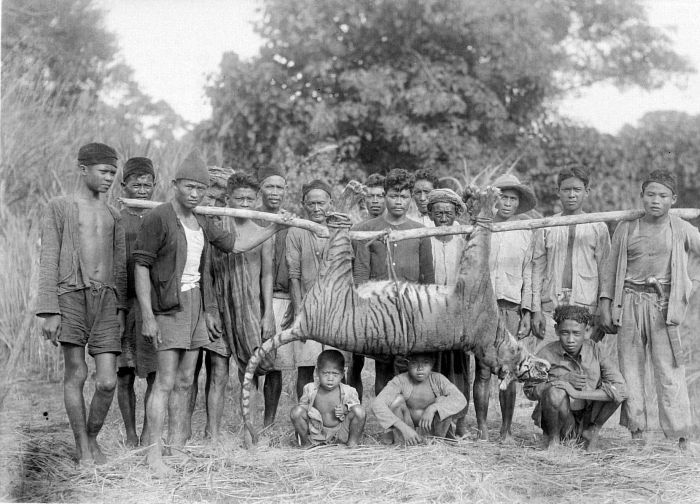
Một nhóm săn bắn với một con hổ Java bị giết, 1941

Săn hổ hay sắn bắt hổ là việc bắt giữ hay giết hại hổ. Ngày nay, với các quy định pháp luật về bảo vệ loài hổ thì phạm trù này còn được mở rộng ra với các hành vi như nuôi nhốt, tàng trữ, vật chuyển, giết mổ trái phép để lấy các sản phẩm từ hổ. Mặc dùng trong môi trường tự nhiên hổ là động vật ăn thịt đầu bảng và không có nhiều kẻ thù dám đe dọa đến sinh mạng, nhưng con người là mối đe dọa nghiêm trọng nhất đối với sự tồn vong của con hổ bởi việc săn bắt bất hợp pháp. Hổ Bengal là phân loài phổ biến nhất của con hổ, chiếm khoảng 80% toàn bộ dân số hổ, và được tìm thấy ở Bangladesh, Bhutan, Myanmar, Nepal, Ấn Độ và đã bị săn bắt trong nhiều thế kỷ.
Tục săn hổ đã có từ lâu trong lịch sử và con hổ là một động vật phổ biến của những trò chơi chết chóc, chúng đã bị săn bắt để thể hiện uy danh, sức mạnh của con người cũng như những danh hiệu đạt được khi săn được hổ. Trong lịch sử, hổ đã bị săn bắt bằng các hình thức khác nhau như chuyến hành trình (đi bộ), trên lưng ngựa, và phổ biến nhất là trên lưng voi. Ngày nay, nạn săn bắt trộm vẫn tiếp tục lộng hành ngay cả sau khi việc săn bắn hổ đã trở thành hành vi bất hợp pháp và loài hổ đã được pháp luật bảo vệ. Điều này đã dẫn đến nguy cơ tuyệt chủng cho loài hổ trên khắp thế giới. So với sư tử thì hổ được coi là khó khăn hơn khi săn bắn vì thói quen sinh sống trong rừng rậm, các bụi cây rậm rạp và ít khi gầm rú ồn ào để khẳng định sự hiện diện của mình như sư tử.
Những con hổ hoang dã là một trong những loài bị đe dọa nhất trên hành tinh. Các yếu tố chính đe dọa sự tồn tại của những con hổ chính là con người để phục vụ cho nhu cầu, do niềm tin tín ngưỡng, thực hành nghi lễ và sự gia tăng dân số của con người cộng với va chạm giữa con người và khu vực sinh sống của hổ, mặc dù quần thể hổ chủ yếu bị ảnh hưởng bởi suy thoái môi trường sống và giảm mật độ con mồi. Hổ thường bị săn bắt để lấy da, xương, hay các bộ phận khác. Nạn săn bắt, buôn bán hổ khiến số lượng loài động vật quý hiếm này giảm 95% so với đầu thế kỷ XX. Ngày nay trên thế giới chỉ còn khoảng 5.000 - 7.000 cá thể hổ hoang dã, trong đó có khoảng 200 con ở Việt Nam và 1.500 con ở Ấn Độ. Loài hổ đã được đưa vào danh sách các loài đang gặp nguy hiểm. Tổ chức động vật hoang dã Quỹ Quốc tế Bảo vệ Thiên nhiên (WWF) ước tính chỉ còn 3.200 con hổ sống trong môi trường hoang dã trên toàn thế giới, riêng tại Việt Nam chỉ còn 30 con. Năm 2010, số lượng hổ ở Việt Nam chỉ còn vỏn vẹn 30 con và toàn khu vực sông Mê Kông chỉ còn khoảng 350 con hổ. Cả thế giới chỉ còn 3500 con hổ. Đối với Việt Nam năm 2010 cũng có thể là năm cuối cùng của hổ. Năm 2022, theo các dự đoán của Quỹ Bảo tồn Thiên nhiên Quốc tế (WWF) hổ sẽ biến mất ở vùng sông Mê Kông.

### Trong điều kiện nuôi nhốt

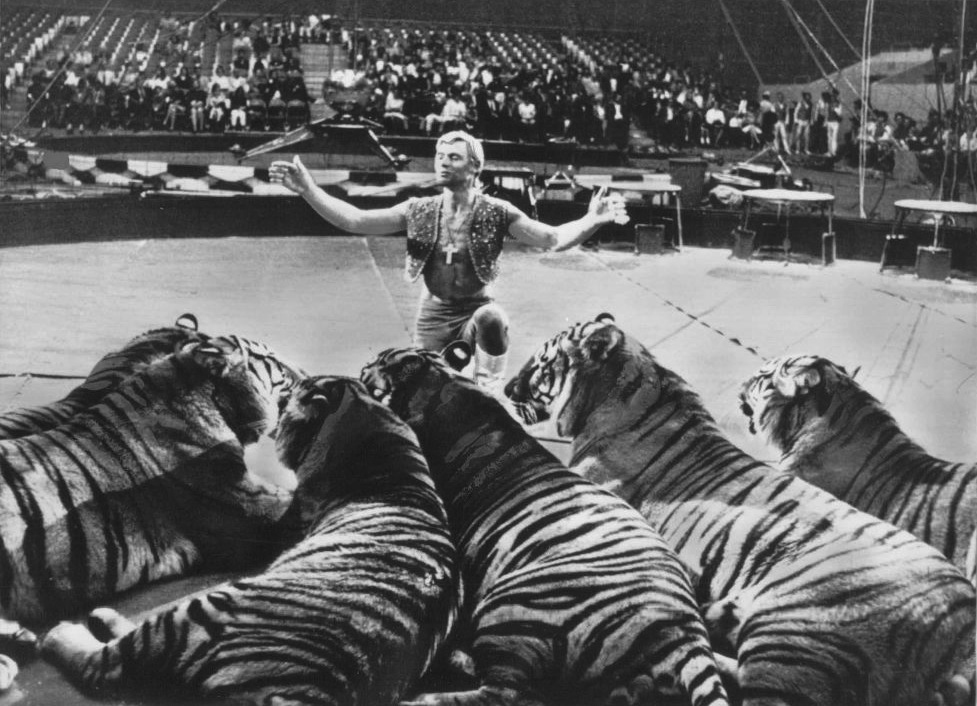
Hình ảnh công khai của huấn luyện viên động vật Gunther Gebel-Williams với một số con hổ đã được huấn luyện của anh ấy, quảng bá anh ấy là "siêu sao" của Ringling Brothers và Barnum và rạp xiếc Bailey vào khoảng năm 1969.

Vào thời La Mã cổ đại, những con hổ được nuôi nhốt để được trưng bày, huấn luyện và diễu hành, và thường bị khiêu khích để chiến đấu với con người và những con thú kỳ lạ khác. Từ thế kỷ 17, hổ, là loài quý hiếm và hung dữ, đã được tìm kiếm để giữ tại các lâu đài châu Âu như là biểu tượng cho sức mạnh của chủ nhân. Những con hổ trở thành trung tâm của vườn thú và triển lãm xiếc vào thế kỷ 18: một con hổ có thể có giá lên tới 4.000 franc ở Pháp (để so sánh, một giáo sư của Beaux-Arts tại Lyon chỉ kiếm được 3.000 franc mỗi năm), hoặc lên tới 3.500 đô la ở Hoa Kỳ, nơi một con sư tử có giá không quá 1.000 đô la.
Trung Quốc (2007) có hơn 4.000 con hổ bị giam cầm, trong đó 3.000 con được giữ bởi khoảng hai mươi cơ sở lớn, phần còn lại được giữ bởi khoảng 200 cơ sở nhỏ hơn. Hoa Kỳ (2011) có 2.884 con hổ trong 468 cơ sở. 19 tiểu bang đã cấm các sở hữu tư nhân đối với hổ, 15 bang yêu cầu phải có giấy phép và 16 tiểu bang không có quy định. Tổ tiên di truyền của 105 con hổ bị giam cầm từ mười bốn quốc gia và khu vực cho thấy rằng 49 cá thể thuộc về năm phân loài; 52 cá thể có nguồn gốc phân loài hỗn hợp. Như vậy, "nhiều con hổ Siberia trong các sở thú ngày nay thực sự là kết quả của việc lai với hổ Bengal."
Kế hoạch sinh tồn của loài hổ đã lên án việc nhân giống hổ trắng, cho rằng chúng có nguồn gốc hỗn hợp và dòng dõi không xác định. Các gen chịu trách nhiệm cho màu trắng được đại diện bởi 0,001% quần thể. Sự tăng trưởng không cân xứng về số lượng hổ trắng chỉ ra sự cận huyết giữa các cá thể lặn đồng hợp tử. Điều này sẽ dẫn đến trầm cảm cận huyết và mất khả năng biến đổi gen.

### Đông Y
Nhiều người Trung Quốc vẫn luôn tin rằng nhiều bộ phận của con hổ có tác dụng trong y học, bao gồm các tác dụng giảm đau. Đặc biệt quan niệm cho rằng hổ là động vật mạnh mẽ bậc nhất núi rừng nên khả năng tình dục của chúng là rất tốt và thể hiện qua pín hổ sẽ giúp cho người đàn ông tăng cường sinh lực, bổ thận tráng dương theo niềm tin ăn gì bổ nấy. Không có bất cứ một bằng chứng khoa học nào chứng minh điều này. Việc sử dụng các bộ phận của hổ trong y học đã bị cấm ở Trung Quốc, và chính phủ đã liệt một số tội liên quan đến việc săn trộm hổ vào loại có thể bị xử tử hình. Hơn nữa, tất cả việc buôn bán các bộ phận của hổ đều là trái phép dưới công ước về việc buôn bán quốc tế các loài động thực vật hoang dã và việc bán trong nước cũng đã bị cấm ở Trung Quốc năm 1993. Cho đến nay, vẫn tồn tại những trại chăn nuôi hổ để thu lội nhuận. Ước tính rằng có khoảng từ 5.000 đến 10.000 con được thuần hoá một phần và đang được nuôi nhốt trong các trại hổ hiện nay.

## Hổ trong văn hóa

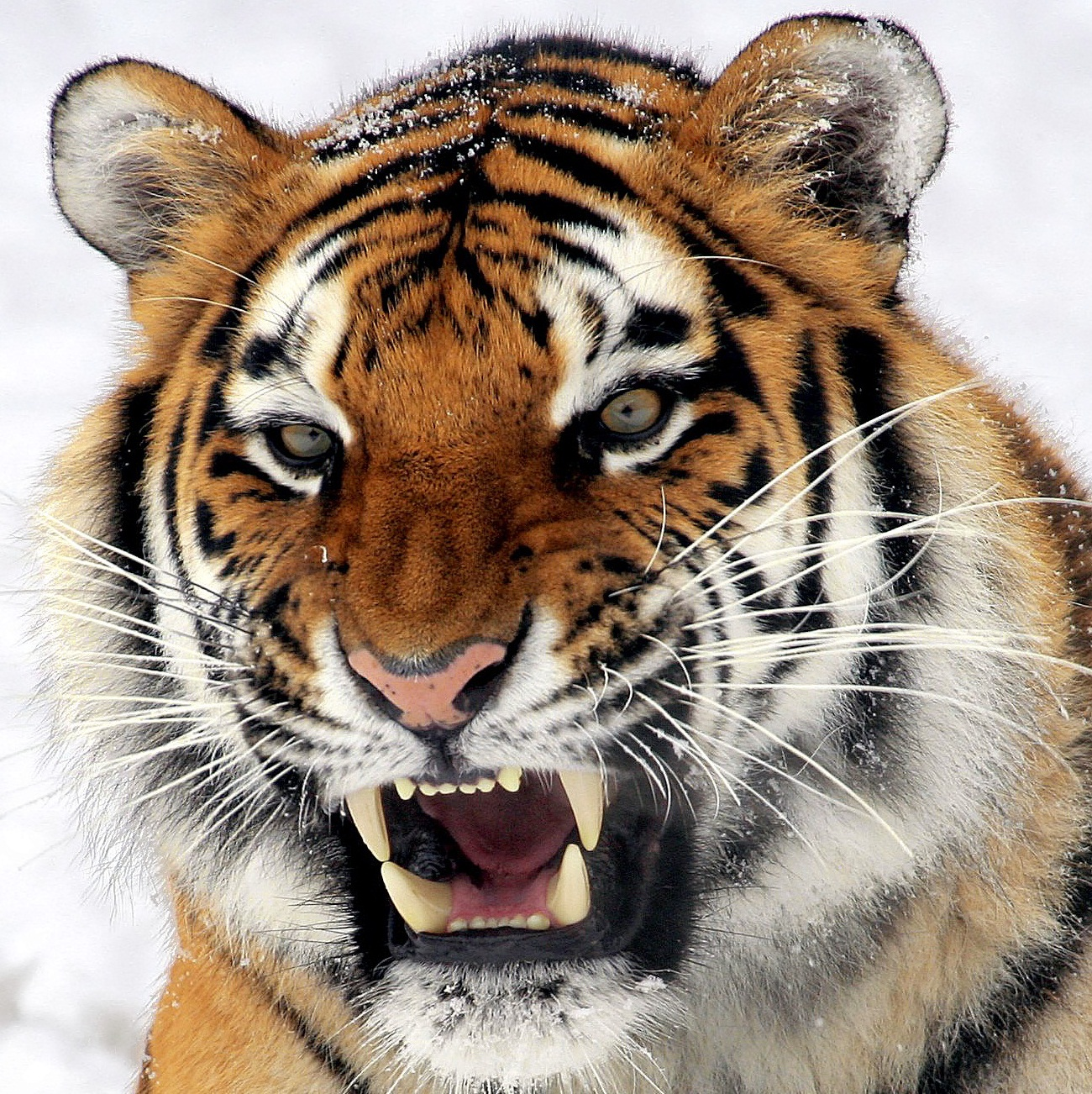
Trong văn hóa, hình tượng con hổ - Chúa Sơn Lâm biểu tượng cho sức mạnh, sự hung dữ, táo tợn uy mãnh, vẻ đẹp và tâm linh nhưng cũng đồng thời là loài thú dữ hại người

Trong văn hóa đại chúng, hình tượng con hổ hay Chúa Sơn Lâm đã xuất hiện từ lâu đời và gắn bó với lịch sử của loài người. Hổ và phẩm chất siêu phàm của chúng là nguồn say mê của nhân loại từ thời cổ đại, và chúng thường được nhìn thấy như những họa tiết văn hóa và truyền thông quan trọng. Chúng cũng được coi là một trong những con vật lôi cuốn, và được sử dụng như là bộ mặt của các chiến dịch bảo tồn trên toàn thế giới. Trong nhiều nền văn hóa khác nhau thế giới, hình ảnh con hổ gợi lên những liên tưởng về sức mạnh, sự oai linh, vẻ đẹp rực rỡ nhưng đầy bí hiểm, sự uyển chuyển với cơ thể vằn vện thấp thoáng lượn sóng cũng tính hung hãn, thú tính của một động vật săn mồi hàng đầu và là một biểu tượng của đẳng cấp chiến binh cũng như toát lên vẻ đẹp hùng vĩ và sức mạnh Về bản chất tự nhiên, hổ là dã thú có sức mạnh, to khỏe, nhanh nhẹn, thuần thục về kỹ thuật chiến đấu, thành thạo về kỹ năng săn mồi, loài vật này còn đặc trưng bởi tính hung dữ, táo bạo, liều lĩnh, dám tấn công hay đối địch nhiều thú to khỏe khác cùng với tiếng gầm rống rung chuyển núi rừng gây khiếp đảm cho muôn loài và còn là động vật tinh khôn từ đó hổ được người ta tôn lên vị trí Chúa tể của rừng núi và coi hổ là con vật linh thiêng.
Trong thời hiện đại, hình tượng con hổ đã trở nên ngộ nghĩnh, đáng yêu hơn rất nhiều so với hình ảnh của một loài ác thú trước đó nhằm đề cao ý thức bảo vệ, bảo tồn loài hổ khi loài này đã trở thành một động vật quý hiếm và có nguy cơ bị tuyệt chủng. Một cuộc thăm dò dư luận của kênh truyền hình Animal Planet cho kết quả hổ là con vật được yêu thích nhất trên thế giới với kết quả điều tra đối với hơn 50.000 người xem đến từ 73 quốc gia, theo kết quả bỏ phiếu thì hổ nhận được 21% số phiếu bầu và đứng hạng nhất, tiếp theo là chó với số phiếu sát sao 20%, cá heo đạt 13%, ngựa đạt 10%, sư tử chỉ đạt 9%, rắn được 8%, tiếp theo là voi, tinh tinh, đười ươi và cá voi Ngày nay, cả thế giới đã dành riêng một ngày để kỷ niệm về loài hổ đó là Ngày quốc tế về bảo tồn hổ (nhằm ngày 29 tháng 7 hàng năm) lần đầu tiên, ngày này đã diễn ra tại Việt Nam vào năm 2011, tại công viên Thống Nhất diễn ra mít tinh và hội thảo về tăng cường công tác bảo tồn hổ nhân Ngày quốc tế về Bảo tồn hổ nhằm nâng cao nhận thức của cộng đồng đối với vấn đề bảo tồn loài hổ.

### Thần thoại và truyền thuyết

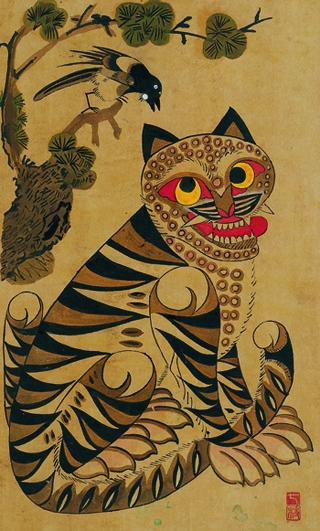
Hổ và chim ác là ở Minhwa, cuối thế kỷ 19.

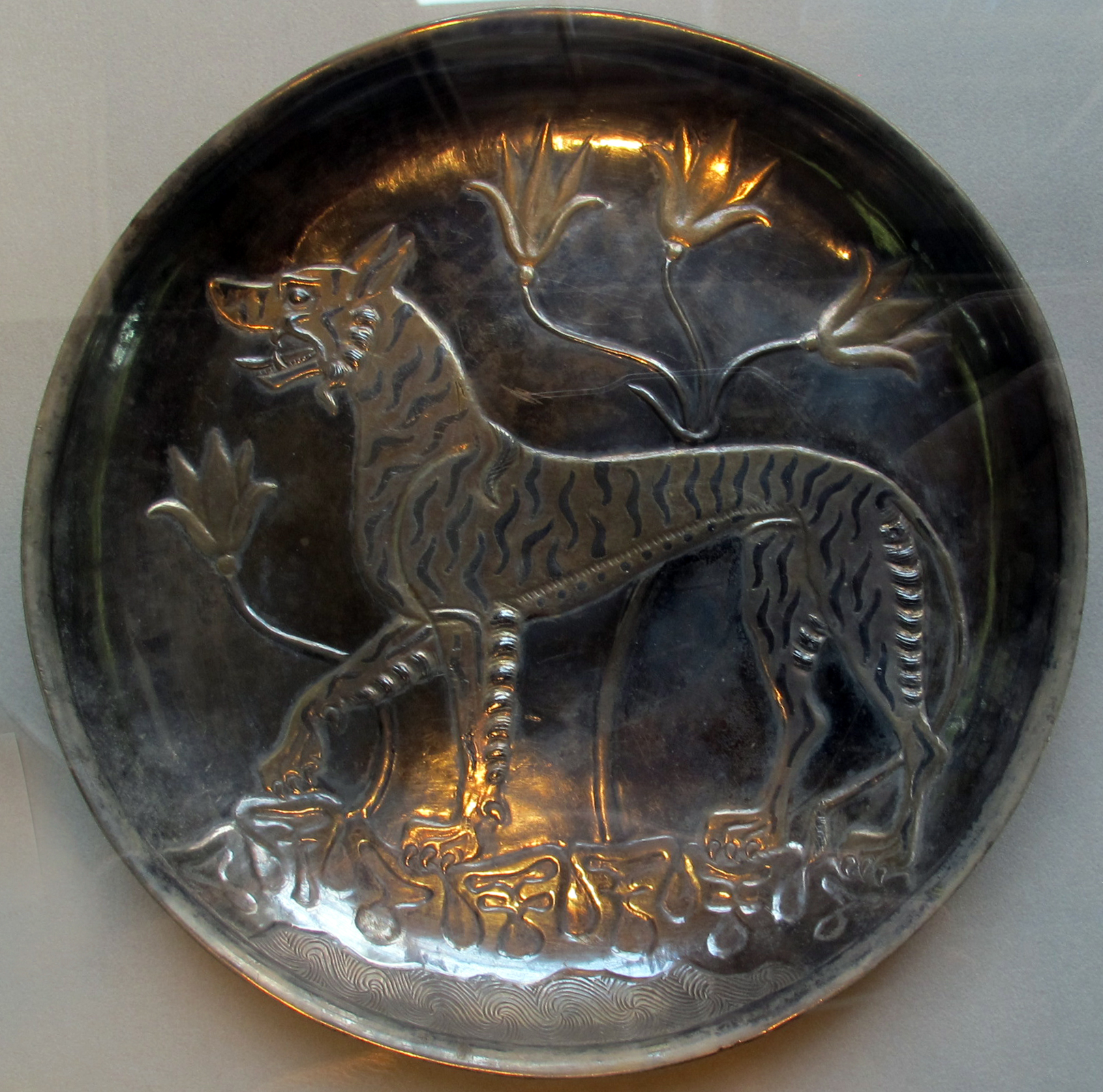
Kim loại Sogdiana khắc hình con hổ

Đối với nhiều nước châu Á là Châu lục mà loài hổ phấn bố thì hổ còn là biểu tượng của sức mạnh, uy quyền và tâm linh. Tại đây, hổ được coi là có vị trí thống trị trong giới động vật nên nhân dân ở một số nước phương Đông đã thần thánh hóa loài này với tập tục thờ hổ hay thờ thần hổ đã đi vào tín ngưỡng dân gian của nhiều dân tộc, cộng đồng nhất là ở những chốn rừng núi sâu thẳm thì hổ luôn được thờ phụng, một số dân tộc khác còn tôn thờ hổ như thần giám hộ, nhiều quốc gia trên thế giới sử dụng hình ảnh con hổ là biểu tượng của đất nước, là vật tổ của dân tộc mình.
Hình ảnh con hổ đã đi sâu vào văn hóa, lịch sử, nghệ thuật như Trung Quốc, Hàn Quốc, Việt Nam, Ấn Độ, Nhật Bản, các nước Đông Nam Á.... Ở một số nơi khác, hổ cũng tượng trưng cho quyền uy, sức mạnh uy mãnh và ở một khía cạnh nào đó là biểu hiện cho nhiều phẩm chất cao quý, đẹp đẽ của con người như phẩm chất kiên trì theo một số quan niệm do với tập tính của nó, con hổ còn thể hiện phẩm chất kiên nhẫn và dũng cảm vì bản năng các con hổ biết khi nào nên nằm yên phục kích con mồi nhưng cũng biết vồ lấy cơ hội khi con mồi mất cảnh giác. Nhìn từ quan điểm của người phương Tây thì ma hổ (hổ yêu tinh hay hổ thành tinh) thay thế ma sói trong văn hóa dân gian ở châu Á, ở Ấn Độ, họ là những thầy phù thủy độc ác, trong khi ở Indonesia và Malaysia họ có phần lành tính hơn. Trong sử thi Mahabharata của Ấn Độ giáo cho rằng những con hổ hung dữ và tàn nhẫn hơn cả sư tử.
Các triều đại phong kiến ở các nước Phương Đông coi hổ cùng với rồng Trung Hoa là biểu trưng cho vương quyền, trong quân sự, võ học và cho những thành đạt trong khoa cử, chính vì vậy mà hình ảnh con hổ xuất hiện khá phổ biến trong cung cấm, doanh trại và trong trường thi Ở Hoàng gia Trung Quốc, một con hổ là nhân cách hóa chiến tranh và thường đại diện cho tướng quân đội cao nhất (hoặc bộ trưởng quốc phòng ngày nay), trong khi hoàng đế và hoàng hậu được đại diện bởi một con rồng và phượng hoàng, tương ứng. Đứng hàng thứ ba trong thập nhị địa chi, hổ là vị vua mang nhiều ẩn dụ nhất trong các loài dã thú. Trong thần thoại và văn hóa Trung Quốc, hổ là một trong 12 loài động vật thuộc cung hoàng đạo Trung Quốc. Võ thuật Hoa Nam Hồng Gia Quyền dựa trên các động tác của hổ và sếu.
Trong dân gian Việt Nam, hình ảnh con hổ phổ biến trong các kiến trúc đình, miếu, dưới chế độ quân chủ của triều đình phong kiến, hình ảnh Hổ được biểu tượng cho sức mạnh quân sự, cho các vị võ tướng và thường được thêu trên áo các võ quan hàng tứ phẩm ở một khía cạnh khác, người ta thường kể nhiều chuyện dân gian, sự đồi thổi, vẽ tranh, tạc tượng về con hổ rất nhiều và khiến cho nó trở thành những nhân vật trung tâm của nhiều tác phẩm văn học nghệ thuật đại chúng.. Bạch Hổ (tiếng Trung:; bính âm: Bái Hǔ) là một trong bốn biểu tượng của các chòm sao Trung Quốc cổ đại. Đôi khi nó được gọi là Bạch Hổ của phương Tây (tiếng Trung: 白虎), và nó đại diện cho phía tây và mùa thu.
Đuôi hổ xuất hiện trong các câu chuyện từ các quốc gia bao gồm Trung Quốc và Triều Tiên, nói chung là không thể nắm bắt được một con hổ bằng đuôi. Trong thần thoại và văn hóa Triều Tiên, con hổ được coi là người bảo vệ xua đuổi tà ma và một sinh vật linh thiêng mang lại may mắn - biểu tượng của lòng dũng cảm và sức mạnh tuyệt đối. Đối với những người sống trong và xung quanh các khu rừng của Triều Tiên, con hổ được coi là biểu tượng của Thần núi hoặc Vua của các loài động vật trên núi. Vì vậy, người Hàn Quốc cũng gọi hổ là "San Gun" () có nghĩa là Chúa tể núi. Trong Phật giáo, hổ là một trong ba sinh vật vô tri, tượng trưng cho sự tức giận, với con khỉ tượng trưng cho lòng tham và con nai tình yêu. Các dân tộc Tungus coi hổ Siberia là một vị thần gần như và thường gọi nó là "Ông" hay "Ông già". Người Udege và Nanai gọi nó là "Amba". Người Mãn Châu coi con hổ Siberia là "Hu Lin", tức nhà vua. Trong Ấn Độ giáo, thần Shiva mặc và ngồi trên da hổ. Nữ thần chiến binh mười vũ trang Durga cưỡi con hổ cái (hay sư tử cái) Damon vào trận chiến. Ở miền nam Ấn Độ, thần Ayyappan được liên kết với một con hổ.

### Trong văn học, nghệ thuật và phim ảnh

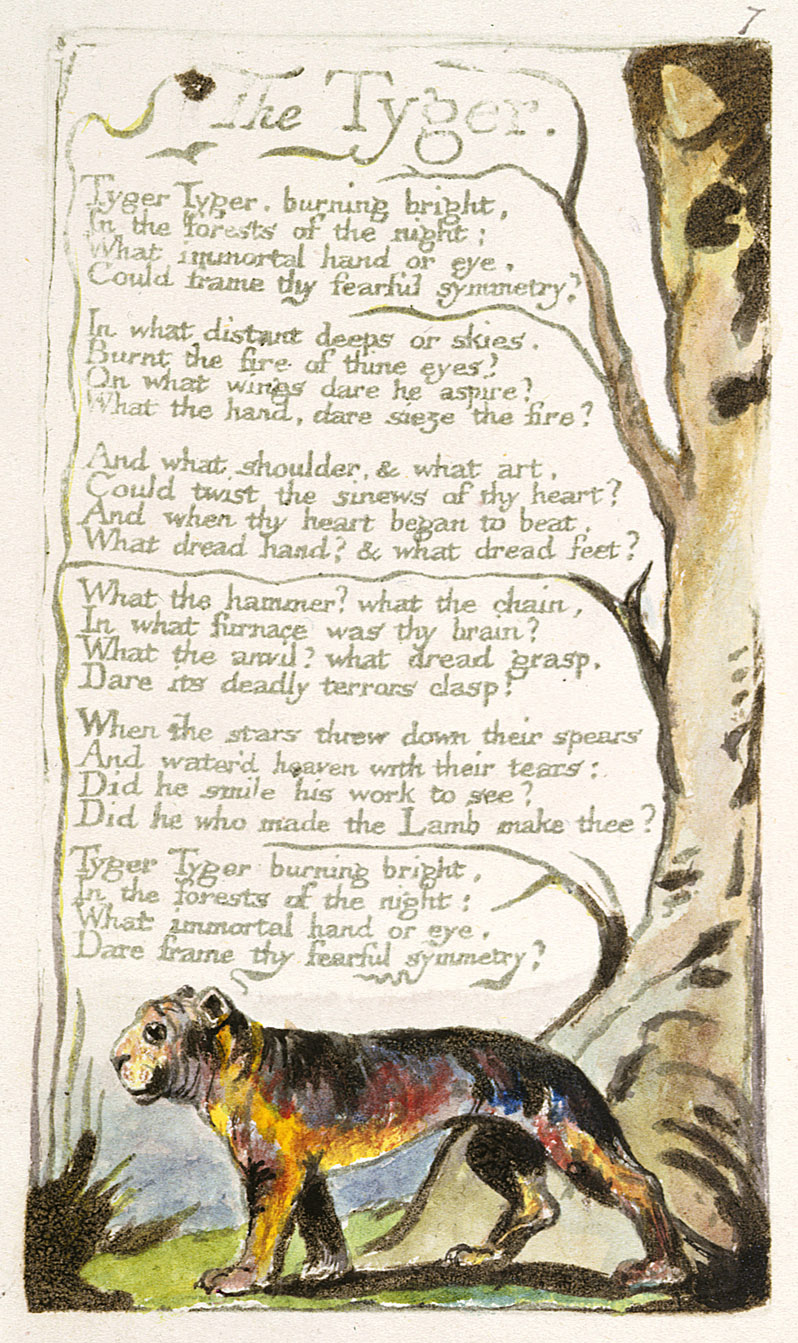
Bản in đầu tiên của The Tyger (William Blake), c. 1795

Trong ngôn ngữ, nghệ thuật, người ta vẫn dùng đến hình ảnh con hổ với nhiều tác phẩm nổi tiếng có sự hiện diện của loài hổ. Trong một số lĩnh vực khác đặc biệt là lĩnh vực quân sự thời hiện đại lại có sự hiện diện rất lớn của hình ảnh con hổ với biểu tượng về sức mạnh của các đơn vị vũ trang, các loại vũ khí.
Trong bài thơ của William Blake phần Bài hát kinh nghiệm, có tựa đề "The Tyger", ám chỉ hổ là một loài động vật đáng sợ. Trong cuốn tiểu thuyết Cuộc đời của Pi đoạt giải Man Booker năm 2001 của Yann Martel, nhân vật chính, sống sót sau vụ đắm tàu hàng tháng trong một chiếc thuyền nhỏ, bằng cách nào đó tránh bị ăn thịt bởi một dã thú sống sót khác, một con hổ Bengal lớn. Câu chuyện được chuyển thể trong bộ phim cùng tên năm 2012 của Ang Lee. Jim Corbett là tác giả của cuốn sách được xuất bản năm 1944 Những kẻ ăn thịt người ở Kumaon kể về mười câu chuyện có thật về quá trình săn những con hổ ăn thịt người của ông tại vùng đất ngày nay thuộc vùng Uttarakhand phía bắc Ấn Độ. Cuốn sách đã bán được hơn bốn triệu bản, và là nền tảng của cả phim giả tưởng và phim tài liệu. Trong cuốn sách Chuyện rừng xanh năm 1894 của Rudyard Kipling, con hổ Shere Khan là kẻ thù sinh tử của nhân vật chính là cậu bé rừng xanh Mowgli. Những nhân vật hổ hiền lành hơn bao gồm Tigger trong Winnie-the-Pooh của A. A. Milne và Hobbes của truyện tranh Calvin và Hobbes, cả hai đều được thể hiện như những con thú nhồi bông đơn giản trở nên sống động.
Hổ cũng là linh vật cho các đội thể thao khác nhau trên khắp thế giới. Tony the Tiger là một linh vật nổi tiếng với món ngũ cốc Frosted Flakes của Kellogg. Thương hiệu xăng dầu Esso (Exxon) được quảng cáo từ năm 1969 trở đi với khẩu hiệu 'đặt một con hổ trong bể của bạn' và một linh vật hổ; hơn 2,5 triệu đuôi hổ tổng hợp đã được bán cho những người lái xe, họ buộc chúng vào nắp bình xăng của họ. Bia Tiger có logo là một con hổ đã trở thành loại bia đầu tiên của Singapore được ủ tại chính đảo quốc này, được tung ra thị trường vào năm 1932 và là thương hiệu độc quyền hàng đầu của Nhà máy bia Châu Á Thái Bình Dương, được bán tại hơn 60 quốc gia trên toàn thế giới bao gồm Mỹ, Canada, Úc, New Zealand và nhiều nước khác ở Trung Đông, châu Âu, châu Á và Mỹ Latinh.
Từ Trung Anh Tigre và tiếng Anh cổ tigras (số nhiều) bắt nguồn từ tiếng Pháp cổ tigre, từ tiếng Latinh tigris. Đây là một từ mượn của tiếng Hy Lạp cổ đại τίγρις (phiên âm là tigris, tên loài hiện đại), một từ vay nước ngoài không rõ nguồn gốc có nghĩa là "con hổ" cũng như dòng sông Tigris. Nguồn gốc có thể là tigra theo tiếng Ba Tư (nhọn hoặc sắc) và tiếng Avesta tigrhi (mũi tên), có lẽ đề cập đến tốc độ nhảy của hổ, mặc dù những từ này không được biết có bất kỳ ý nghĩa nào liên quan đến hổ. Tên chi Panthera có thể truy nguyên theo pantère của tiếng Pháp cổ, từ panthera của Latin, từ panther của tiếng Hy Lạp cổ đại, rất có thể với nghĩa gốc là "động vật màu vàng", hoặc từ pandarah có nghĩa là "màu trắng vàng", có thể liên quan đến tiếng Phạn pundarikas (hổ). Nguồn gốc từ tiếng Hy Lạp pan- ("tất cả") và ther ("con thú") có thể là từ nguyên dân gian không chính xác.

### Chính trị và kinh tế

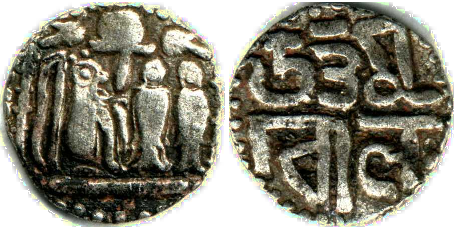
Một đồng xu bạc đầu tiên của vua Uttama Chola được tìm thấy ở Sri Lanka cho thấy Chola Tiger ngồi giữa các biểu tượng của Pandyan và Chera

Ngày nay, trong văn hóa đại chúng trên nhiều lĩnh vực như thể thao, kinh tế, quảng cáo đặc biệt là dùng để chỉ về tiềm lực hùng mạnh cũng như sự trỗi dậy của nền kinh tế ở các quốc gia đặc biệt là ở châu Á như Bốn con hổ châu Á, bốn con hổ con kinh tế (Tiger Cub Economies), Những con hổ kinh tế mới  Những con Hổ kinh tế (Tiger economies) là cách nói hình tượng dành cho những nền kinh tế với tốc độ phát triển rất nhanh và mạnh, thường gắn liền với sự cải thiện, nâng cao chất lượng cuộc sống. Hàn Quốc, Đài Loan, Hồng Kông và Singapore được mô tả là Bốn con hổ châu Á. Người ta cũng sử dụng hình tượng, biểu tượng, biểu trưng, phù hiệu, nhãn hiệu có thể hiện hình ảnh con hổ.
Hổ là một trong những con vật được trưng bày trên con dấu Pashupati của nền văn minh lưu vực sông Ấn. Con hổ là biểu tượng của triều đại Chola và được miêu tả trên tiền xu, con dấu và biểu ngữ. Các con dấu của một số đồng xu Chola cho thấy con hổ, con cá biểu tượng Vương triều Pandya và cây cung biểu tượng Chera, cho thấy rằng Chola đã đạt được uy quyền chính trị trong hai triều đại sau. Tiền vàng được tìm thấy ở Kavilayadavalli ở quận Nellore của Andhra Pradesh có họa tiết của con hổ, cây cung và một số dấu hiệu không rõ ràng. Biểu tượng con hổ của Đế chế Chola sau đó đã được thông qua bởi Hổ Giải phóng bang Tamil Eelam và con hổ đã trở thành một biểu tượng của nhà nước không được công nhận của phong trào độc lập Tamil Eelam và Tamil.
Hổ Bengal là động vật quốc gia của Ấn Độ và Bangladesh. Hổ Mã Lai là động vật quốc gia của Malaysia. Hổ Siberia là động vật quốc gia của Hàn Quốc.